# 福島市
福島市（ふくしまし）は、福島県中通りの北部に位置する市。福島県の県庁所在地であり、中核市、保健所政令市、中枢中核都市に指定されている。1907年（明治40年）市制施行。福島県最北端に位置している。

## 概要

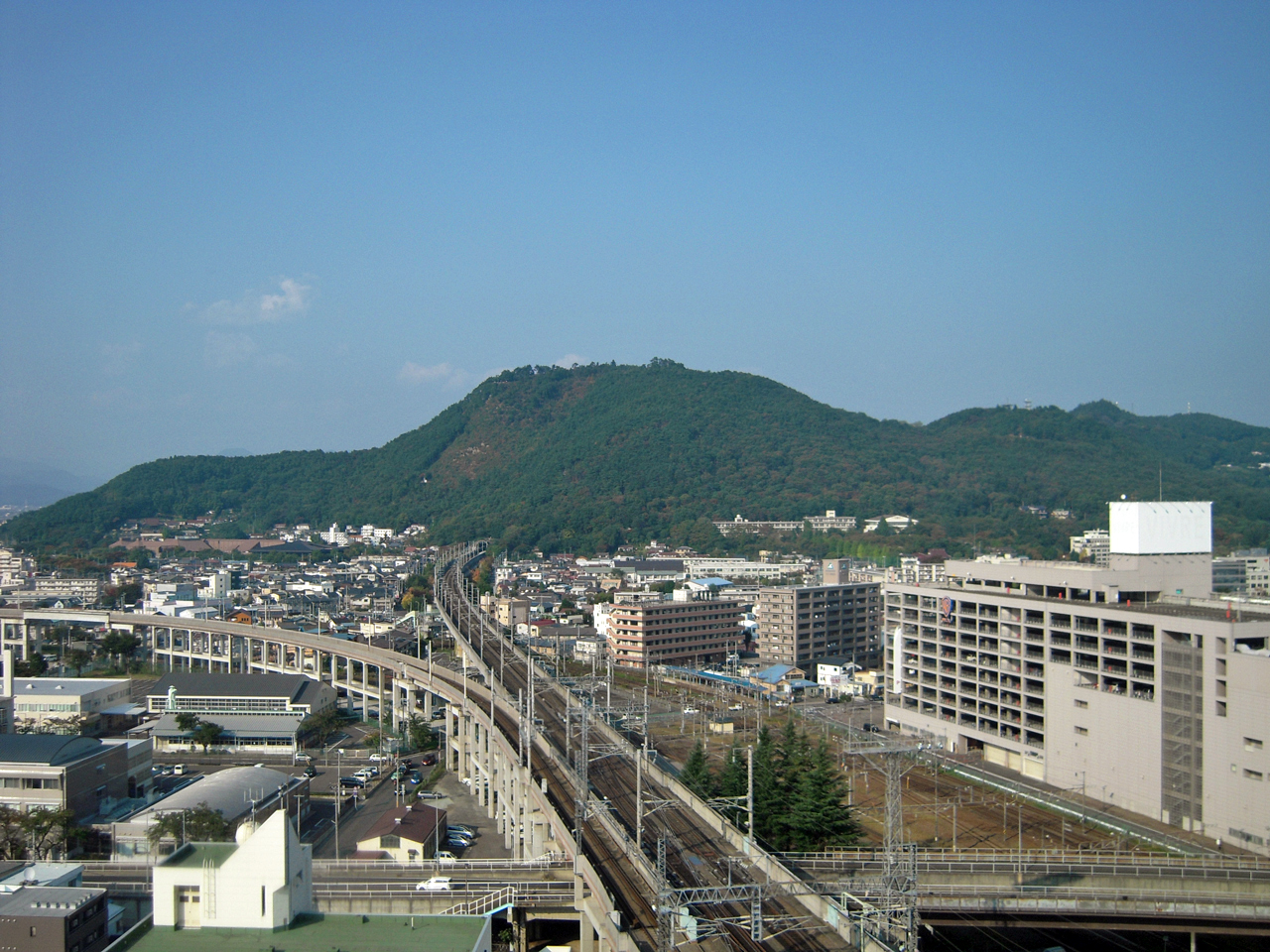
福島の名前の由来となった信夫山

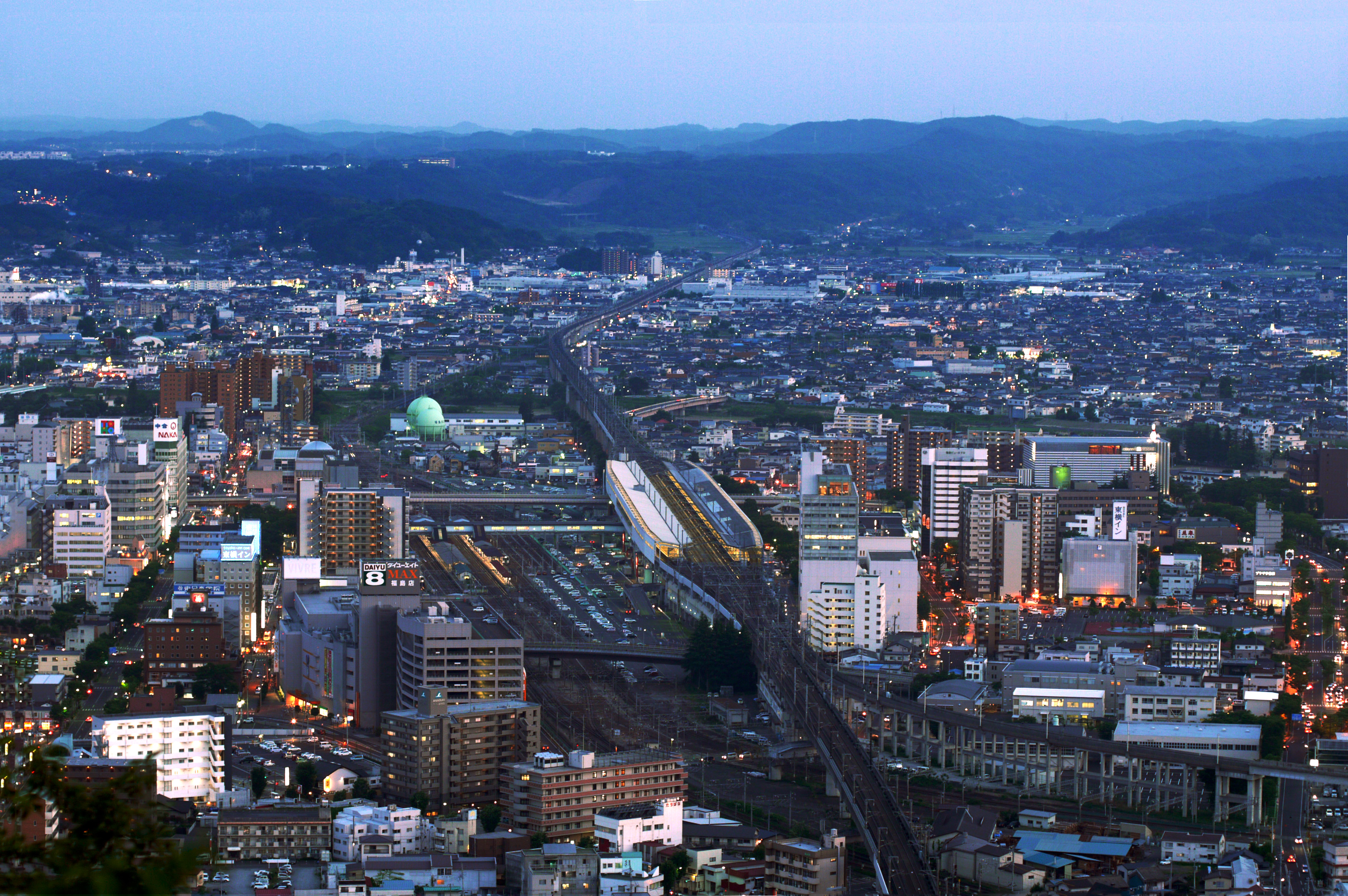
信夫山から見た福島市中心部

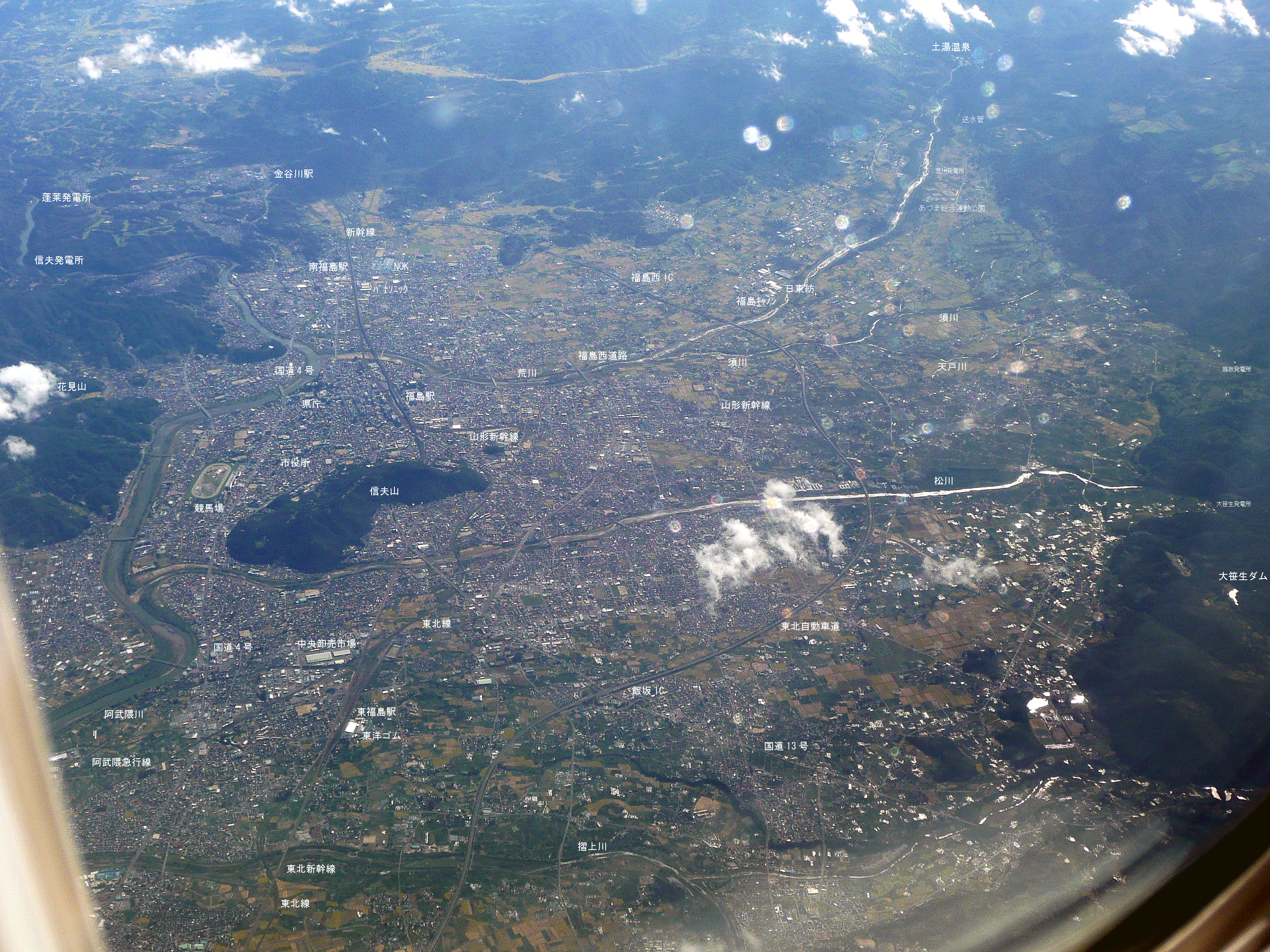
福島市街空撮

江戸時代以前より、福島城（杉妻城、大仏城）の城下町として町並みを形成。福島藩時代には幕府直轄領、本多家（徳川四天王本多忠勝の一族）、堀田家（老中を多く輩出した家）と藩主が変わり、江戸中期になると徳川将軍家との関係が深い重昌流板倉家が治めることになる。現在の福島県内で福島藩は会津藩（現在の会津若松市）に次ぐ石高を有した。
明治以降の福島は蚕種、生糸、織物の集散地として栄え、日本銀行の支店を函館に続き東日本で2番目に開設（全国7番目）し、福島競馬場の誘致にも成功し、現在に続く福島市の経済を支えている。中通り北部の中心都市で、県庁所在地でもある。県庁所在地であるものの、人口規模では中通り中部の郡山市や浜通り南部のいわき市を下回っており、県内第3位である。県庁所在都市が県内第二都市である例はいくつか存在するものの、県内人口が3位である市は福島市が唯一である。郡山市が商業都市、いわき市が工業都市であるのに対して、福島市は県内の公的機関や金融機関が集積する行政都市という側面が強い。1990年代には東北新幹線と山形新幹線が分岐することになる福島駅、2020年代には東北自動車道と東北中央自動車道が交わる交通の要所としての基盤が出来上がった。
第一次産業の面では福島県内第1位の農業産出額であり、特に全国有数の収穫量を誇る桃をはじめ、市町村別日本一の生産数を誇る梨など果樹の栽培が盛んであることから「果物王国」の異名を持つ。
観光の面では山の名所が点在し、個性ある温泉街を複数抱えている土地でもあり、更に東北地方唯一のJRA福島競馬場が立地し、競馬の街としての顔を持つ。日本一の大きいわらじを担ぐ祭事の信夫三山暁まいり（わらじまつり）が有名である。
山の名所としては、国立公園にも指定を受けている浄土平から福島のシンボルともいえる吾妻小富士のお鉢巡り。市街地からほど近くで福島盆地を見渡せる信夫山。そして花見の名所でもあり「福島に桃源郷あり」とも唄われる花見山公園が挙げられる。
福島市内に代表的な温泉街が3か所あり、ヤマトタケルが残る古い歴史を有する古湯である飯坂温泉。全国有数の高濃度硫黄泉で知られる高湯温泉。福島市を代表する伝統工芸品のこけし発祥地として有名な土湯温泉がある。
令和初期の時点で福島市で唯一の名誉市民であり、昭和時代に数多くの行進曲、応援歌、校歌を手掛けた作曲家である古関裕而の出身地としても知られている。

### 地名の由来
古代には、福島市地域の代表的な地名は岑越（みねこし）と呼ばれており、現在の信夫山も岑越山と呼ばれていた。奈良時代の律令制では各道に官僚が馬を乗り継ぐための駅が設置されたが、東山道の福島周辺の駅名は、南から安達（現在の本宮市）→湯日（ゆい：現在の二本松市油井）→岑越→伊達（現在の伊達郡桑折町）→篤借（あつかし：現在の宮城県白石市）、となっている。ただし、岑越は松川（当時の流路は信夫山の南側）以北摺上川以南であり、松川以南は当時でも杉妻（すぎのめ）であったため、駅があったのは現在の福島県庁エリアより北寄りの北五老内近辺であったと思われる。その後、杉妻大仏の建立、中世になって杉妻城（大仏城、後の福島城）や大森城の築城があり、次第に政治的な中心であり地域を代表する地名は岑越から杉妻に移ったと考えられる。
現在の福島という地名に関しては、安土桃山時代に信夫郡・伊達郡が蒲生氏郷支配になったとき、蒲生氏郷または蒲生氏郷の下で福島城主とされた木村吉清が、それまでの杉妻を縁起の良さそうな福島と改名したという説が有力である。なお、この時代、豊臣政権による大幅な改易が相次ぎ、現在の福島県とその近隣（宮城県南部、山形県南部）では各地で地名が変えられ、現在に残る地名になった。

## 地理

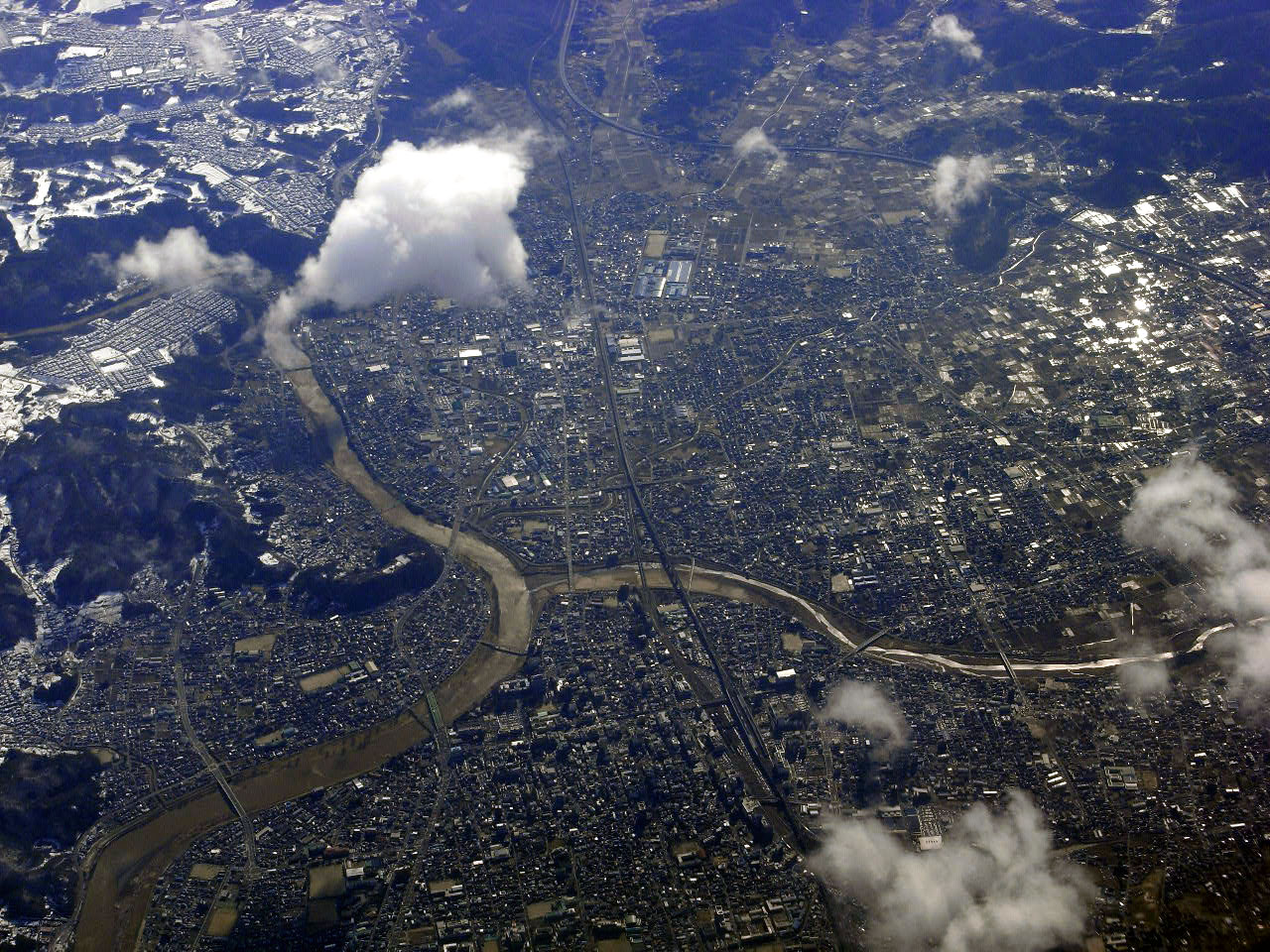
福島市中心市街空撮

福島市中心部周辺の空中写真。2016年9月30日撮影の24枚を合成作成。。

### 位置
福島市は福島県の北東部に位置し、猪苗代湖から北東へ約50kmに位置している。東京から北へ約260kmの距離である。西側の奥羽山脈と東側の阿武隈高地に挟まれた福島盆地の南西部分とその周辺の山岳・丘陵地域が主な市域である。市内からは西に吾妻連峰を、南西に安達太良山を仰ぐ。福島県内陸では最も標高が低い位置にある。
市域は旧信夫郡全域と周辺の旧伊達郡、旧安達郡の一部を加えた範囲に及び、福島盆地の南西側とその外周山岳部を占める。
北流する阿武隈川を中心に福島盆地を形成している。奥羽山脈を源とする摺上川、松川、荒川などがそれぞれ市西部に扇状地をつくりながら東流し阿武隈川に注ぐ。かつてその扇状地は桑畑として利用されたが、現在では果樹園に転用されている。盆地の南東部に残丘（モナドノック）である信夫山が構えている。奥羽山脈側には栗子峠や土湯峠板谷峠のような交通難所が存在する。
市内最高地点は東吾妻山で標高1,974m、市内最低地点は向瀬上で標高約55mである。
福島県庁
東経：140度28分11秒、北緯：37度44分52秒、標高：67.88メートル
福島市役所
東経：140度28分26秒、北緯：37度45分39秒、標高：65.68メートル

### 地形

#### 山岳
- 奥羽山脈系
  - 吾妻山系
家形山 (1,877 m)/一切経山 (1,948 m)/吾妻小富士 (1,707 m)
前大巓 (1,911 m)/東吾妻山 (1,974 m)/蓬萊山 (1,802 m)
高山 (1,804 m)/栂森 (918 m)/先達山 (635 m)
  - 安達太良山系
鬼面山 (1,481 m)/箕輪山 (1,728 m)/黒森山 (760 m)
畳石山 (719 m)/笹森山 (649 m)/金剛山 (459 m)
中作山 (603 m)
  - 栗子山系
御在所山 (632 m)/萬歳楽山 (898 m)/大頭山 (857 m)
豪士山 (1,022 m)/摺上山 (997 m)/栗子山 (1,216 m)
葡萄沢山 (967 m)/三ツ森 (897 m)/高津森山 (550 m)
黒森山 (665 m)/烏帽子ヶ岳 (475 m)/台山 (452 m)
大作山 (568 m)/舘山 (230 m)
- 阿武隈高地系
天井山 (532 m)/千貫森 (462 m)/十万劫山 (428 m)
弁天山 (142 m)/狐郷山 (240 m)
- 独立系
信夫山 (275 m)/一盃森 (113 m)/城山 (143 m)

#### 河川
- 阿武隈川
  - 木幡川
  - 女神川
  - 水原川
    - 東八川
    - 境川
    - 駒寄川

  - 立田川
  - 下浅川
  - 田沢川
  - 入川
  - 濁川
    - 大森川
    - 平田川

  - 新川
  - 荒川 ※
    - 新川放水路

  - くるみ川
  - 松川
    - 祓川

  - 八反田川
    - 北八反田川

  - 摺上川
- 小国川（広瀬川支流）

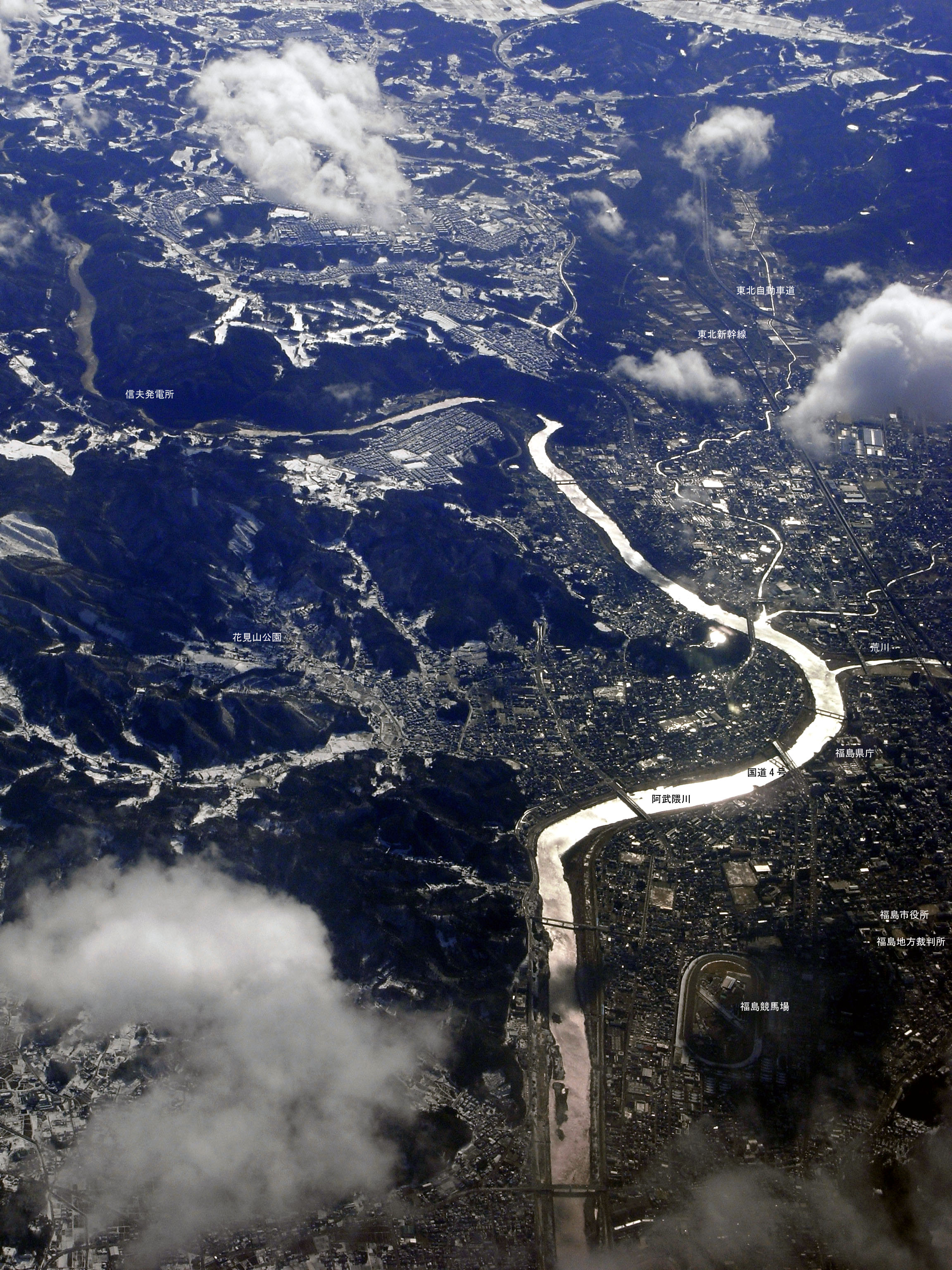
阿武隈川河畔に福島県庁、福島市役所、福島競馬場などが位置する。

※ 福島市の荒川は「水質が最も良好な河川」に認定されており、11年連続で全国1位の水質を誇っている。（国土交通省2020年水質調査結果より）

#### 湖沼
- 五色沼
- 鎌沼
- 桶沼
- 女沼
- 男沼
- 仁田沼
- びっき沼
- 茶屋沼
- 十六沼
- 茂庭っ湖

### 気候
福島市は日本海側と太平洋側の中間の気候であり、夏と冬で気温差の激しい盆地特有の内陸性気候の特徴を示している。
- 夏季

太平洋の高気圧に覆われて夏型の気圧配置になると、福島盆地では風の弱い晴天となり、山岳からのフェーン現象も相成って猛暑日を記録するなどその日の日本最高を記録することもある。福島の最高気温（極値）は、2025年7月26日の39.2℃となっている。太平洋高気圧が衰退し、南から暖湿気流が流れ込むと雷雨が発生する事もあるが、宇都宮市など北関東に比べると少ない。一方、オホーツク海高気圧が張り出した場合、北東の湿った冷気により低温となり、霧雨が降り続けて日射不足が続く事もある。
- 冬季

吾妻おろしと呼ばれる北西の季節風が吹き市街地では晴天ながら、にわか雪が舞う様な天気が多くなる。 冬型の気圧配置が強まると、北西の米沢市、栗子峠から雪雲がストレートに流れ込み、市中心部で10-30cm程度の積雪をもたらす。
福島市中心部は、中通り平野部としては標高が低い事と曇天、強風が多いため放射冷却がそれほど強くはなく、郡山市や白河市に比べ気温は高めであるが、降雪に関しては、中通りとしては郡山や白河より多い地域である。特に東北自動車道より西側にあたる北部や西部では中心部との積雪差が大きく、北部の飯坂町茂庭で年降雪量平均値は353cmとなっており、白河中心部より標高は低いが、地形の影響で降雪は約4倍の値が記録される。

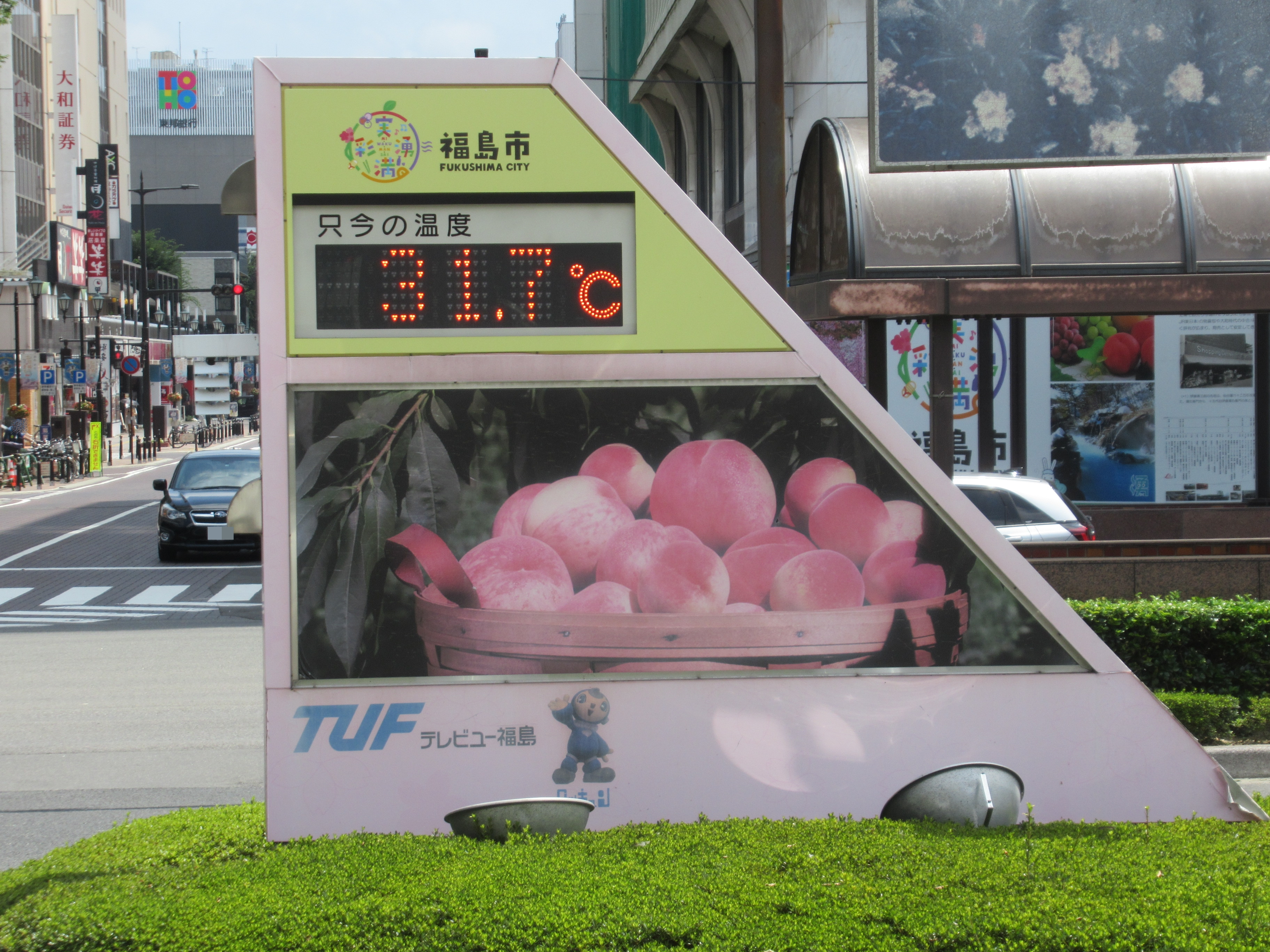
福島駅東口に設置されている気温計（2023年7月30日）

このため南部を除く福島市の大部分が国土交通省の定める豪雪地帯に指定されているが、市中心部の積雪は30cm積もれば大雪で、それほど多くはない。
- 年降雪量平年値（気象庁）
  - 飯坂町茂庭 353cm
  - 福島 122cm
  - 白河 90cm
- 1月の降水量（気象庁）
  - 飯坂町茂庭 92.5mm
  - 福島 56.2mm
  - 郡山 40.9mm
  - 白河 44.1mm

- 桜前線

福島市中心部の標高は67mであり、二本松、郡山、白河に比べて低いため、桜前線は中通り平野部に於いては北から南下すると言われている。 しかし実際には、福島市は扇状地であるため、郊外に行くに連れて標高が高くなり、郊外の平野部で標高200mの地域もあり、さらには高山地帯では標高1,700mに至るため、同じ市内でも桜前線は複雑であり、花見などは福島市内だけで低地から高地まで1か月以上楽しむことができる。
極値（福島地方気象台観測）
| 要素             | 観測値  | 観測年月日                | 備考    |
| ---------------- | ------- | ------------------------- | ------- |
| 最高気温         | 39.2℃   | 2025年（令和7年）7月26日  |         |
| 最低気温         | -18.5℃  | 1891年（明治24年）2月4日  |         |
| 最大風速         | 22.9m/s | 1959年（昭和34年）4月10日 |         |
| 最大瞬間風速     | 32.2m/s | 1979年（昭和54年）3月31日 |         |
| 最大24時間降水量 | 260.5mm | 1986年（昭和61年）8月5日  | 8.5水害 |
| 最深積雪         | 80cm    | 1936年（昭和11年）2月9日  |         |

福島地方気象台（福島市松木町）
東経140度28.2分、北緯37度45.5分、標高67メートル
| 福島市松木町（福島地方気象台、標高67m）の気候               | 福島市松木町（福島地方気象台、標高67m）の気候 | 福島市松木町（福島地方気象台、標高67m）の気候 | 福島市松木町（福島地方気象台、標高67m）の気候 | 福島市松木町（福島地方気象台、標高67m）の気候 | 福島市松木町（福島地方気象台、標高67m）の気候 | 福島市松木町（福島地方気象台、標高67m）の気候 | 福島市松木町（福島地方気象台、標高67m）の気候 | 福島市松木町（福島地方気象台、標高67m）の気候 | 福島市松木町（福島地方気象台、標高67m）の気候 | 福島市松木町（福島地方気象台、標高67m）の気候 | 福島市松木町（福島地方気象台、標高67m）の気候 | 福島市松木町（福島地方気象台、標高67m）の気候 | 福島市松木町（福島地方気象台、標高67m）の気候 |
| 月                                                          | 1月                                           | 2月                                           | 3月                                           | 4月                                           | 5月                                           | 6月                                           | 7月                                           | 8月                                           | 9月                                           | 10月                                          | 11月                                          | 12月                                          | 年                                            |
| ----------------------------------------------------------- | --------------------------------------------- | --------------------------------------------- | --------------------------------------------- | --------------------------------------------- | --------------------------------------------- | --------------------------------------------- | --------------------------------------------- | --------------------------------------------- | --------------------------------------------- | --------------------------------------------- | --------------------------------------------- | --------------------------------------------- | --------------------------------------------- |
| 最高気温記録 °C （°F）                                      | 18.1 (64.6)                                   | 21.4 (70.5)                                   | 25.2 (77.4)                                   | 32.2 (90)                                     | 35.4 (95.7)                                   | 36.7 (98.1)                                   | 39.2 (102.6)                                  | 39.1 (102.4)                                  | 37.3 (99.1)                                   | 31.8 (89.2)                                   | 26.1 (79)                                     | 22.4 (72.3)                                   | 39.2 (102.6)                                  |
| 平均最高気温 °C （°F）                                      | 5.8 (42.4)                                    | 7.1 (44.8)                                    | 11.2 (52.2)                                   | 17.7 (63.9)                                   | 23.1 (73.6)                                   | 25.9 (78.6)                                   | 29.1 (84.4)                                   | 30.5 (86.9)                                   | 26.2 (79.2)                                   | 20.5 (68.9)                                   | 14.5 (58.1)                                   | 8.6 (47.5)                                    | 18.3 (64.9)                                   |
| 日平均気温 °C （°F）                                        | 1.9 (35.4)                                    | 2.5 (36.5)                                    | 5.9 (42.6)                                    | 11.7 (53.1)                                   | 17.2 (63)                                     | 20.7 (69.3)                                   | 24.3 (75.7)                                   | 25.5 (77.9)                                   | 21.6 (70.9)                                   | 15.6 (60.1)                                   | 9.5 (49.1)                                    | 4.3 (39.7)                                    | 13.4 (56.1)                                   |
| 平均最低気温 °C （°F）                                      | −1.5 (29.3)                                   | −1.2 (29.8)                                   | 1.3 (34.3)                                    | 6.4 (43.5)                                    | 12.1 (53.8)                                   | 16.6 (61.9)                                   | 20.8 (69.4)                                   | 21.9 (71.4)                                   | 18.0 (64.4)                                   | 11.7 (53.1)                                   | 5.2 (41.4)                                    | 0.7 (33.3)                                    | 9.3 (48.7)                                    |
| 最低気温記録 °C （°F）                                      | −15.0 (5)                                     | −18.5 (−1.3)                                  | −12.9 (8.8)                                   | −5.5 (22.1)                                   | −1.2 (29.8)                                   | 3.8 (38.8)                                    | 9.1 (48.4)                                    | 9.8 (49.6)                                    | 4.8 (40.6)                                    | −1.7 (28.9)                                   | −6.6 (20.1)                                   | −13.5 (7.7)                                   | −18.5 (−1.3)                                  |
| 降水量 mm （inch）                                          | 56.2 (2.213)                                  | 41.1 (1.618)                                  | 75.7 (2.98)                                   | 81.8 (3.22)                                   | 88.5 (3.484)                                  | 121.2 (4.772)                                 | 177.7 (6.996)                                 | 151.3 (5.957)                                 | 167.6 (6.598)                                 | 138.7 (5.461)                                 | 58.4 (2.299)                                  | 48.9 (1.925)                                  | 1,207 (47.52)                                 |
| 降雪量 cm （inch）                                          | 49 (19.3)                                     | 34 (13.4)                                     | 14 (5.5)                                      | 1 (0.4)                                       | 0 (0)                                         | 0 (0)                                         | 0 (0)                                         | 0 (0)                                         | 0 (0)                                         | 0 (0)                                         | 1 (0.4)                                       | 24 (9.4)                                      | 122 (48)                                      |
| 平均降水日数 （≥0.5 mm）                                    | 10.6                                          | 8.6                                           | 9.2                                           | 8.2                                           | 9.7                                           | 11.9                                          | 15.2                                          | 12.4                                          | 12.0                                          | 9.7                                           | 7.7                                           | 10.8                                          | 126.0                                         |
| 平均降雪日数                                                | 25.4                                          | 21.3                                          | 15.9                                          | 2.8                                           | 0.0                                           | 0.0                                           | 0.0                                           | 0.0                                           | 0.0                                           | 0.0                                           | 3.3                                           | 18.3                                          | 87.0                                          |
| % 湿度                                                      | 68                                            | 65                                            | 61                                            | 58                                            | 63                                            | 72                                            | 77                                            | 76                                            | 76                                            | 73                                            | 70                                            | 70                                            | 69                                            |
| 平均月間日照時間                                            | 132.2                                         | 144.8                                         | 175.1                                         | 189.7                                         | 193.2                                         | 141.4                                         | 125.2                                         | 148.7                                         | 122.9                                         | 133.7                                         | 128.3                                         | 118.7                                         | 1,753.8                                       |
| 出典：気象庁（平均値：1991年- 2020年、極値：1889年 - 現在） |                                               |                                               |                                               |                                               |                                               |                                               |                                               |                                               |                                               |                                               |                                               |                                               |                                               |

茂庭観測所（福島市飯坂町茂庭字滑滝道）
東経140度26.2分、北緯37度53.5分、標高200メートル
| 茂庭（1992年 - 2020年）の気候 | 茂庭（1992年 - 2020年）の気候 | 茂庭（1992年 - 2020年）の気候 | 茂庭（1992年 - 2020年）の気候 | 茂庭（1992年 - 2020年）の気候 | 茂庭（1992年 - 2020年）の気候 | 茂庭（1992年 - 2020年）の気候 | 茂庭（1992年 - 2020年）の気候 | 茂庭（1992年 - 2020年）の気候 | 茂庭（1992年 - 2020年）の気候 | 茂庭（1992年 - 2020年）の気候 | 茂庭（1992年 - 2020年）の気候 | 茂庭（1992年 - 2020年）の気候 | 茂庭（1992年 - 2020年）の気候 |
| 月                            | 1月                           | 2月                           | 3月                           | 4月                           | 5月                           | 6月                           | 7月                           | 8月                           | 9月                           | 10月                          | 11月                          | 12月                          | 年                            |
| ----------------------------- | ----------------------------- | ----------------------------- | ----------------------------- | ----------------------------- | ----------------------------- | ----------------------------- | ----------------------------- | ----------------------------- | ----------------------------- | ----------------------------- | ----------------------------- | ----------------------------- | ----------------------------- |
| 最高気温記録 °C （°F）        | 13.9 (57)                     | 18.4 (65.1)                   | 22.1 (71.8)                   | 29.8 (85.6)                   | 33.6 (92.5)                   | 34.0 (93.2)                   | 36.8 (98.2)                   | 36.3 (97.3)                   | 34.1 (93.4)                   | 28.8 (83.8)                   | 24.8 (76.6)                   | 18.3 (64.9)                   | 36.8 (98.2)                   |
| 平均最高気温 °C （°F）        | 3.6 (38.5)                    | 4.7 (40.5)                    | 8.7 (47.7)                    | 15.4 (59.7)                   | 21.2 (70.2)                   | 24.0 (75.2)                   | 27.2 (81)                     | 28.6 (83.5)                   | 24.4 (75.9)                   | 18.7 (65.7)                   | 12.8 (55)                     | 6.6 (43.9)                    | 16.3 (61.3)                   |
| 日平均気温 °C （°F）          | 0.0 (32)                      | 0.5 (32.9)                    | 3.4 (38.1)                    | 9.2 (48.6)                    | 14.7 (58.5)                   | 18.5 (65.3)                   | 22.2 (72)                     | 23.2 (73.8)                   | 19.3 (66.7)                   | 13.2 (55.8)                   | 7.3 (45.1)                    | 2.3 (36.1)                    | 11.2 (52.2)                   |
| 平均最低気温 °C （°F）        | −3.4 (25.9)                   | −3.4 (25.9)                   | −1.2 (29.8)                   | 3.3 (37.9)                    | 8.6 (47.5)                    | 13.7 (56.7)                   | 18.3 (64.9)                   | 19.3 (66.7)                   | 15.4 (59.7)                   | 8.7 (47.7)                    | 2.6 (36.7)                    | −1.4 (29.5)                   | 6.7 (44.1)                    |
| 最低気温記録 °C （°F）        | −12.5 (9.5)                   | −11.8 (10.8)                  | −8.6 (16.5)                   | −3.7 (25.3)                   | 0.3 (32.5)                    | 4.1 (39.4)                    | 10.3 (50.5)                   | 11.7 (53.1)                   | 4.9 (40.8)                    | −0.5 (31.1)                   | −4.6 (23.7)                   | −8.9 (16)                     | −12.5 (9.5)                   |
| 降水量 mm （inch）            | 92.5 (3.642)                  | 60.5 (2.382)                  | 83.0 (3.268)                  | 88.7 (3.492)                  | 90.6 (3.567)                  | 120.4 (4.74)                  | 182.4 (7.181)                 | 165.1 (6.5)                   | 162.1 (6.382)                 | 124.2 (4.89)                  | 82.3 (3.24)                   | 97.3 (3.831)                  | 1,350.4 (53.165)              |
| 降雪量 cm （inch）            | 140 (55.1)                    | 103 (40.6)                    | 40 (15.7)                     | 4 (1.6)                       | 0 (0)                         | 0 (0)                         | 0 (0)                         | 0 (0)                         | 0 (0)                         | 0 (0)                         | 2 (0.8)                       | 70 (27.6)                     | 353 (139)                     |
| 平均降水日数 （≥1.0 mm）      | 15.0                          | 11.7                          | 12.4                          | 10.0                          | 9.7                           | 11.7                          | 14.2                          | 12.1                          | 11.8                          | 10.1                          | 11.8                          | 15.0                          | 145.8                         |
| 平均降雪日数 （≥5 cm）        | 9.5                           | 7.0                           | 2.7                           | 0.2                           | 0.0                           | 0.0                           | 0.0                           | 0.0                           | 0.0                           | 0.0                           | 0.1                           | 4.4                           | 23.8                          |
| 平均月間日照時間              | 93.6                          | 112.9                         | 160.3                         | 182.0                         | 195.3                         | 150.4                         | 134.9                         | 154.4                         | 121.6                         | 130.3                         | 113.5                         | 94.0                          | 1,645.1                       |
| 出典1：気象庁                 |                               |                               |                               |                               |                               |                               |                               |                               |                               |                               |                               |                               |                               |
| 出典2：年ごとの値             |                               |                               |                               |                               |                               |                               |                               |                               |                               |                               |                               |                               |                               |

鷲倉観測所（福島市土湯温泉町字鷲倉山国有林）
東経140度15.6分、北緯37度40.1分、標高1220メートル
| 鷲倉（1991年 - 2020年）の気候 | 鷲倉（1991年 - 2020年）の気候 | 鷲倉（1991年 - 2020年）の気候 | 鷲倉（1991年 - 2020年）の気候 | 鷲倉（1991年 - 2020年）の気候 | 鷲倉（1991年 - 2020年）の気候 | 鷲倉（1991年 - 2020年）の気候 | 鷲倉（1991年 - 2020年）の気候 | 鷲倉（1991年 - 2020年）の気候 | 鷲倉（1991年 - 2020年）の気候 | 鷲倉（1991年 - 2020年）の気候 | 鷲倉（1991年 - 2020年）の気候 | 鷲倉（1991年 - 2020年）の気候 | 鷲倉（1991年 - 2020年）の気候 |
| 月                            | 1月                           | 2月                           | 3月                           | 4月                           | 5月                           | 6月                           | 7月                           | 8月                           | 9月                           | 10月                          | 11月                          | 12月                          | 年                            |
| ----------------------------- | ----------------------------- | ----------------------------- | ----------------------------- | ----------------------------- | ----------------------------- | ----------------------------- | ----------------------------- | ----------------------------- | ----------------------------- | ----------------------------- | ----------------------------- | ----------------------------- | ----------------------------- |
| 最高気温記録 °C （°F）        | 7.4 (45.3)                    | 11.8 (53.2)                   | 13.3 (55.9)                   | 21.7 (71.1)                   | 27.2 (81)                     | 27.6 (81.7)                   | 29.0 (84.2)                   | 29.4 (84.9)                   | 26.8 (80.2)                   | 24.6 (76.3)                   | 18.2 (64.8)                   | 15.3 (59.5)                   | 29.4 (84.9)                   |
| 平均最高気温 °C （°F）        | −3.8 (25.2)                   | −2.9 (26.8)                   | 0.8 (33.4)                    | 7.4 (45.3)                    | 14.1 (57.4)                   | 17.3 (63.1)                   | 20.6 (69.1)                   | 21.8 (71.2)                   | 17.6 (63.7)                   | 11.9 (53.4)                   | 5.7 (42.3)                    | −0.7 (30.7)                   | 9.1 (48.4)                    |
| 日平均気温 °C （°F）          | −6.2 (20.8)                   | −5.8 (21.6)                   | −2.5 (27.5)                   | 3.5 (38.3)                    | 9.7 (49.5)                    | 13.6 (56.5)                   | 17.5 (63.5)                   | 18.5 (65.3)                   | 14.4 (57.9)                   | 8.5 (47.3)                    | 2.6 (36.7)                    | −3.2 (26.2)                   | 5.9 (42.6)                    |
| 平均最低気温 °C （°F）        | −8.7 (16.3)                   | −8.7 (16.3)                   | −5.8 (21.6)                   | −0.2 (31.6)                   | 6.0 (42.8)                    | 10.8 (51.4)                   | 15.1 (59.2)                   | 16.0 (60.8)                   | 11.9 (53.4)                   | 5.7 (42.3)                    | −0.2 (31.6)                   | −5.7 (21.7)                   | 3.0 (37.4)                    |
| 最低気温記録 °C （°F）        | −16.4 (2.5)                   | −16.3 (2.7)                   | −14.0 (6.8)                   | −10.7 (12.7)                  | −3.4 (25.9)                   | 1.6 (34.9)                    | 5.8 (42.4)                    | 8.5 (47.3)                    | 0.4 (32.7)                    | −3.9 (25)                     | −10.3 (13.5)                  | −14.6 (5.7)                   | −16.4 (2.5)                   |
| 降水量 mm （inch）            | 111.8 (4.402)                 | 70.2 (2.764)                  | 115.1 (4.531)                 | 145.7 (5.736)                 | 165.8 (6.528)                 | 239.4 (9.425)                 | 318.7 (12.547)                | 309.1 (12.169)                | 297.6 (11.717)                | 246.5 (9.705)                 | 124.7 (4.909)                 | 133.5 (5.256)                 | 2,227.8 (87.709)              |
| 平均降水日数 （≥1.0 mm）      | 17.6                          | 14.1                          | 14.7                          | 12.5                          | 12.9                          | 14.2                          | 17.3                          | 14.8                          | 15.5                          | 13.9                          | 14.9                          | 18.9                          | 181.3                         |
| 平均月間日照時間              | 38.8                          | 60.6                          | 108.3                         | 156.9                         | 178.8                         | 125.3                         | 106.0                         | 139.3                         | 106.9                         | 110.7                         | 86.4                          | 48.8                          | 1,260.7                       |
| 出典1：気象庁                 |                               |                               |                               |                               |                               |                               |                               |                               |                               |                               |                               |                               |                               |
| 出典2：年ごとの値             |                               |                               |                               |                               |                               |                               |                               |                               |                               |                               |                               |                               |                               |

### 地域
主に17の地域に区分され本庁直轄の中央地域を除き、1地域につき管轄の支所が1か所置かれている。
福島市の町名及び大字数は158。
- 住居表示は中央地域と蓬萊地域に限って実施されている[7]。
- 福島市で「大字」が表記された地名は現存せず、全て「大字」は省略されている。

#### 地名
町・字一覧

### 人口
| |                                        |  |
| 福島市と全国の年齢別人口分布（2005年） | 福島市の年齢・男女別人口分布（2005年） |  |
| ■紫色 ― 福島市 ■緑色 ― 日本全国 | ■青色 ― 男性 ■赤色 ― 女性              |  |
| 福島市（に相当する地域）の人口の推移 \| 1970年（昭和45年） \| 235,467人 \| \| \| 1975年（昭和50年） \| 254,223人 \| \| \| 1980年（昭和55年） \| 270,487人 \| \| \| 1985年（昭和60年） \| 278,229人 \| \| \| 1990年（平成2年） \| 284,768人 \| \| \| 1995年（平成7年） \| 292,696人 \| \| \| 2000年（平成12年） \| 297,894人 \| \| \| 2005年（平成17年） \| 297,357人 \| \| \| 2010年（平成22年） \| 292,590人 \| \| \| 2015年（平成27年） \| 294,247人 \| \| \| 2020年（令和2年） \| 282,693人 \| \| |                                        |  |
| 総務省統計局 国勢調査より |                                        |  |
| 1970年（昭和45年） | 235,467人                              |  |
| 1975年（昭和50年） | 254,223人                              |  |
| 1980年（昭和55年） | 270,487人                              |  |
| 1985年（昭和60年） | 278,229人                              |  |
| 1990年（平成2年） | 284,768人                              |  |
| 1995年（平成7年） | 292,696人                              |  |
| 2000年（平成12年） | 297,894人                              |  |
| 2005年（平成17年） | 297,357人                              |  |
| 2010年（平成22年） | 292,590人                              |  |
| 2015年（平成27年） | 294,247人                              |  |
| 2020年（令和2年） | 282,693人                              |  |

### 隣接自治体
福島県
- 二本松市
- 伊達市
- 伊達郡：桑折町、川俣町
- 耶麻郡：猪苗代町

山形県
- 米沢市
- 東置賜郡：高畠町

宮城県
- 白石市
- 刈田郡：七ヶ宿町

## 歴史

### 沿革

#### 前史
福島盆地は20万年前の更新世中ごろに現在まで断続的に続く南部の沈降運動により誕生した堆積盆地である。
現在の福島市域の人類の足跡としては、約3万年前に作られたと考えられている打製石器が平林遺跡から発掘されているほか、市内各地から石器が出土している。学壇群遺跡からは特に多く出土しており、打製石器の制作場所と考えられている。
福島市内で出土した縄文土器として最古のものは、南諏訪原遺跡から出土した微隆起線文土器と仙台内前遺跡の爪形文土器であり、ともに1万2,000年から1万年前のものとされている。縄文後期の宮畑遺跡からは計画的なムラの跡が確認されており、食や狩猟の様子も窺い知ることができる。
福島市内では、弥生時代の遺跡である勝口前畑遺跡や台畑遺跡から水田跡が発見されており、市内の広域において稲作が行われていたことが確認されている。勝口前畑遺跡から朝鮮半島で製造された勾玉が出土しており、広域な交流が行われていたようである。円墳「月ノ輪山1号墳」から出土した頭椎大刀から6世紀終わりごろから7世紀初頭には大和朝廷の支配下にあったと考えられており、7世紀初めごろには大和朝廷支配下に特徴的な前方後円墳が阿武隈川沿いにまとまって造られている。

#### 古代
- 718年（養老2年）後、大和朝廷の勢力圏の拡大とともに陸奥国も北進して現在の宮城県域まで拡大したため、一時的に現在の福島県の地域は新陸奥国（ほぼ現在の宮城県）と分離して石城（いわき）国（ほぼ現在の福島県浜通）と石背（いわせ）国（ほぼ現在の福島県中通りと会津）に分割した。
- 724年（神亀元年）までに分割した新陸奥国だけでは、蝦夷防備を担うだけの経済力に不足していたため、再び石城国、石背国と合併して元の陸奥国にもどされた。
- 律令制で道国郡制が整備されたとき、当初は現在の福島市とほぼ同じ地域と伊達郡・伊達市の地域を合わせて信夫郡（しのぶぐん）だった（古代には信夫は忍とも表記された）。しかし、10世紀前半に信夫郡から、伊達郡を分割した。当時、律令制の租庸調の課税を整備する必要性から、各郡の人口をほぼ均一にするために、朝廷が郡の分割や住民の強制移動を全国的に行った。特に朝廷から見れば開拓地であった陸奥国では、こうした再編成が盛んだった。この分割では、旧信夫郡のうち、小倉郷、安岐（安芸）郷、岑越（みねこし）郷、曰理（わたり）郷は新信夫郡となり、伊達郷と靜戸（しずりべ）郷と鍬山郷の3郷が新しく伊達郡となった。
  - 小倉郷とは、大森川の南で阿武隈川の西の地域 - 現在の大森、平田、松川、水原、荒井、土湯、金沢、関谷、浅川、下川崎など。
  - 安岐（安芸）郷とは、松川（現在の祓川流路）と阿武隈川と大森川に囲まれた地域で、現在の福島、曾根田、腰浜（こしはま）、五十辺（いがらべ）、小山荒井、杉妻（すぎのめ）、吉井田、庭坂、庭塚、野田、水原、佐倉など。
  - 岑越（みねこし）郷とは、松川（現在の祓川流路）と阿武隈川、摺上川に囲まれた地域で、現在の清水、鎌田、瀬上（せのうえ）、余目（あまるめ）、大笹生、笹谷、飯坂、中野など。
  - 曰理（わたり）郷とは、阿武隈川東岸地域で、現在の渡利、小倉寺、岡島、岡部、山口、大波、下小国、上小国など。
    - なお、現在の信夫山を当時は岑越山と呼び、その山麓地域である宿場（現在の福島市の縁起）の地名も岑越であった。

平安時代
- 平安時代初期 - このころ、大蔵寺の木造千手観世音菩薩立像が造られたといわれている。
- 平安時代後期 - 東北地方のほぼ全域が奥州藤原氏の勢力圏となった。

#### 中世
- 1180年（治承4年） - 平氏追討のため関東に向かった源義経に、信夫郡飯坂の住人・佐藤継信、佐藤忠信の兄弟が付き従う。
- 1189年（文治5年） - 源頼朝が奥州へ侵攻。途中、信夫郡石名坂にて信夫庄住人・佐藤基治を打ち破る。（石那坂の戦い）
- 1413年（応永20年） - 伊達持宗（松犬丸）が大仏城（後の福島城）へ立て籠もり、鎌倉公方に対して反乱を起こす。
- 1542年（天文11年） - 天文の乱が起こる。大森城周辺が戦場となる。
- 1592年（文禄元年） - 蒲生氏郷の家臣木村吉清が居城を大森城から杉目城（別名大仏城）へ移し、杉目城を福島城と改称する。
- 1600年（慶長5年） - 伊達政宗と上杉氏家臣の福島城主本庄繁長等が松川で戦った（松川の戦い）。 信夫山の北を東流する現在の松川と当時の松川は流路が異なり、信夫山の南側を流れる現在の祓川が当時の松川の痕跡と言われる。したがって松川の戦いは、現在の信夫山南麓から福島市中心市街地一帯で戦われた。

#### 近世（江戸時代）
- 1664年（寛文4年） - 信夫郡が上杉領から福島20万石の天領となる。
- 1679年（延宝7年） - 本多忠国、大和郡山藩から福島15万石で入封となり、福島藩が成立した。
- 1686年（延宝7年） - 堀田正仲、出羽山形藩から福島10万石で入封。
- 1702年（元禄15年） - 板倉重寛、信濃坂木藩から福島3万石へ入封。
- 1749年（寛延2年） - 寛延の惣百姓一揆。
- 1787年（天明7年） - 下村藩1万石が立藩される。
- 1823年（文政6年） - 下村藩が廃藩する。
- 1830年（天保元年） - 中合が現在の荒町に創業する。
- 1868年6月10日（慶応4年9月2日） - 北町の金沢屋にて長州藩士世良修蔵を含む数人が襲われ、阿武隈川で斬首される事件。奥羽越列藩同盟結成の契機となった歴史的事件である。
- 1868年10月17日（慶応4年4月20日） - 福島藩主板倉勝己が薩長軍に降伏し、福島城を渡辺清左衛門に引き渡す。

#### 近代（戦前）
- 1869年（明治2年1月） - 相馬の中村民政局取締所管轄となり、福島藩が消滅する。
- 1871年（明治4年）
  - 8月29日（7月14日） - 廃藩置県により旧制の福島県（信夫郡、伊達郡、安達郡）が成立する。
  - 9月10日 - 大蔵省認可により福島村が福島町となる。
  - 11月2日 - 旧制の福島県が二本松県に合併される。
  - 11月14日 - 二本松県が福島県と改称され、福島町に県庁が置かれる。
- 1876年（明治9年）8月21日 - 旧福島県、磐前県（浜通り）、若松県（会津地方）が合併し現在の福島県となる。福島県庁は福島町に置かれる。
- 1879年（明治12年）（日付不詳） - 福島町に信夫郡の郡役所が置かれる。
- 1881年（明治14年）4月25日 - 柳町の風呂屋みどり湯から出火、1785戸を焼失する福島大火（甚兵衛火事）が発生。
- 1882年（明治15年）12月1日 - 福島事件が起こる。
- 1889年（明治22年）
  - 4月1日 - 町村制施行により福島町が成立。
  - 5月1日 - 福島二等測候所（現在の福島地方気象台）が設立。
- 1893年（明治26年）5月19日 - 吾妻山の一切経山が噴火する。
- 1899年（明治32年）7月15日 - 全国7番目の店舗として日本銀行出張所（後に支店）が設置される（東北地方初）
- 1900年（明治33年）5月18日 - 大笹生の国有林100ヘクタールが全焼する。
- 1904年（明治37年）(日付不詳) - 現在の福島とうろう流し花火大会の元となる、福島の灯篭流しが始まる。
- 1907年（明治40年）4月1日 - 市制を施行し、福島市となる[10]。県内で第2番目、全国で59番目であった。当時人口3万人。
- 1908年（明治41年）（日付不詳） - 福島市立図書館が開業。
- 1911年（明治44年）10月 - 福島停車場事件が起こる。
- 1917年（大正6年）（日付不詳） - 福島市公会堂ができる。
- 1918年（大正7年）
  - 6月28日 - 福島競馬場で初めて競馬が開催される。
  - 8月30日 - 米騒動が起こる。
- 1922年（大正11年）軽便鉄道が原因で本内で大火が起こる。
- 1925年（大正14年）（日付不詳） - 弁天山に浄水場が建設される。
- 1926年（大正15年）（日付不詳） - 福島市の上水道が整備される。
- 1927年（昭和2年）福島ビルディング（福ビル）ができる。福島県初のエレベーターが設置される。
- 1929年（昭和4年）福島市立図書館が閉業し、福島県立図書館が開業する。
- 1932年（昭和7年）7月 - 阿武隈川改修工事開始（1938年完成）。
- 1936年（昭和11年）11月22日 - 福島市歌を制定。
- 1943年（昭和18年）11月10日 - 杉妻町の初代福島市役所庁舎が火災により本館4棟が焼失[11]。本町の福島ビルディングに移転。
- 1944年（昭和19年）
  - 7月1日 - 飯坂温泉で大火が発生し181戸が焼失。
  - 8月 - 東京都荒川区・中野区から学童の集団疎開受入れ。
  - (日付不詳) - 福島保健所を設置。
- 1945年（昭和20年）7月20日 - 米軍機B-29が、渡利地域に爆弾を投下する。

#### 現代（戦後）
- 1947年（昭和22年）8月17日 - 昭和天皇の戦後巡幸。県庁、県営住宅、競馬場などに行幸[12]。
- 1948年（昭和23年）3月7日 - 福島県警察部が解体され、福島市警察を設置。
- 1948年（昭和23年）
  - 4月27日 - 庭坂事件が起こる。
  - 8月17日 - 松川事件が起こる。
- 1952年（昭和27年）5月3日 - 2代目福島市役所庁舎が五老内町に新築。
- 1952年（昭和27年）10月 - 第7回国民体育大会が開催。
- 1953年（昭和28年）1月5日 - 上浜町の県教育会館が全焼。
- 1954年（昭和29年）(日付不詳) - 福島市警察が福島県警察に統合。
  - 2月22日 - 土湯温泉で76棟が全焼。
  - 11月22日 - 本町の百貨店クローバーが全焼。
- 1958年（昭和33年）4月1日 - 飯坂町の平野小学校および民家128棟全焼。
- 1960年（昭和35年）8月4日 - 杉妻町の福島県立図書館が全焼する。
- 1965年（昭和40年）10月9日 - 松川農協の建物が全焼。
- 1970年（昭和45年）
  - 3月28日 - 新浜公園が開園。
  - 8月1日 - 第1回福島わらじまつり開催。
- 1972年（昭和47年）11月 - 福島中央卸売市場が開場。
- 1973年（昭和48年）4月1日 - 市民憲章が制定。
- 1983年（昭和58年）11月1日 - 常陸宮家を迎え、小鳥の森開園式が行われる。
- 1984年（昭和59年）7月4日 - 福島市音楽堂が落成される。
- 1985年（昭和60年）11月24日 - 第1回東日本女子駅伝が開催される。
- 1986年（昭和61年）
  - 2月1日 - 核兵器廃絶平和都市宣言を行う。
  - 8月5日 - 8.5水害、豪雨による洪水が発生。福島地方気象台で観測された24時間の降水量で観測史上記録を更新する。
- 1988年（昭和63年）11月12日 - 古関裕而記念館が落成される。
- 1990年（平成2年）7月1日 - 市が古関裕而音楽賞を制定する。
- 1993年（平成5年）12月21日 - 飯坂温泉の若喜旅館で火災発生、宿泊客5人が焼死する。
- 1994年（平成6年）5月7日 - 信夫山の地下工場跡の坑道内で転落死事故が起こる。
- 1995年（平成7年）1月28日 - 第50回国民体育大会（ふくしま国体）が、福島県あづま総合運動公園を中心に開催される。

#### 現代（2000年代以降）
- 2005年（平成17年）9月25日 - 飯坂地域茂庭に摺上川ダムが完成し竣工式が行われる
- 2007年（平成19年）7月1日 - 福島市制100周年記念式典開催
- 2011年（平成23年）1月4日 - 3代目福島市役所庁舎東棟の業務を開始
- 2011年（平成23年）3月11日 - 東北地方太平洋沖地震（東日本大震災）が発生。福島地方気象台で震度5強を観測をした[13]（市内最大震度6弱[14]）。
- 2013年（平成25年）8月29日 - 奥土湯温泉郷の不動湯温泉白雲荘が全焼する
- 2020年（令和2年）8月31日 - 中合福島店が閉店
- 2020年（令和2年）12月20日 - 新型コロナウイルス感染症の拡大に対し、市と市医師会が緊急警報を発表した[15]
- 2024年（令和6年）4月26日 - 福島市が「日本サッカー協会100周年表彰（感謝表彰）」を受ける[16]

### 事件
- 松川の戦い（松川合戦） - 戦国時代末期の合戦。当時の福島城下を拠点にしていた上杉軍と福島侵攻を目論んだ伊達軍との戦い。
- 世良修蔵事件 - 江戸時代末期に長州藩の世良修蔵が福島城下で斬首された事件。戊辰戦争の引き金となった事件のひとつ。
- 福島大火 - 福島城下町及び近代以降の福島市街地で起きた大火災。
- 福島事件 - 福島県各地で勃発した自由民権運動。自由党員や県民が県令三島通庸の圧政に反抗した事件。
- 庭坂事件 - 当時の国鉄奥羽本線で起きた列車往来妨害事件。
- 松川事件 - 戦後最大の冤罪事件。国鉄東北本線で起きた列車往来妨害事件。国鉄三大ミステリー事件のひとつに数えられる。

### 画像一覧

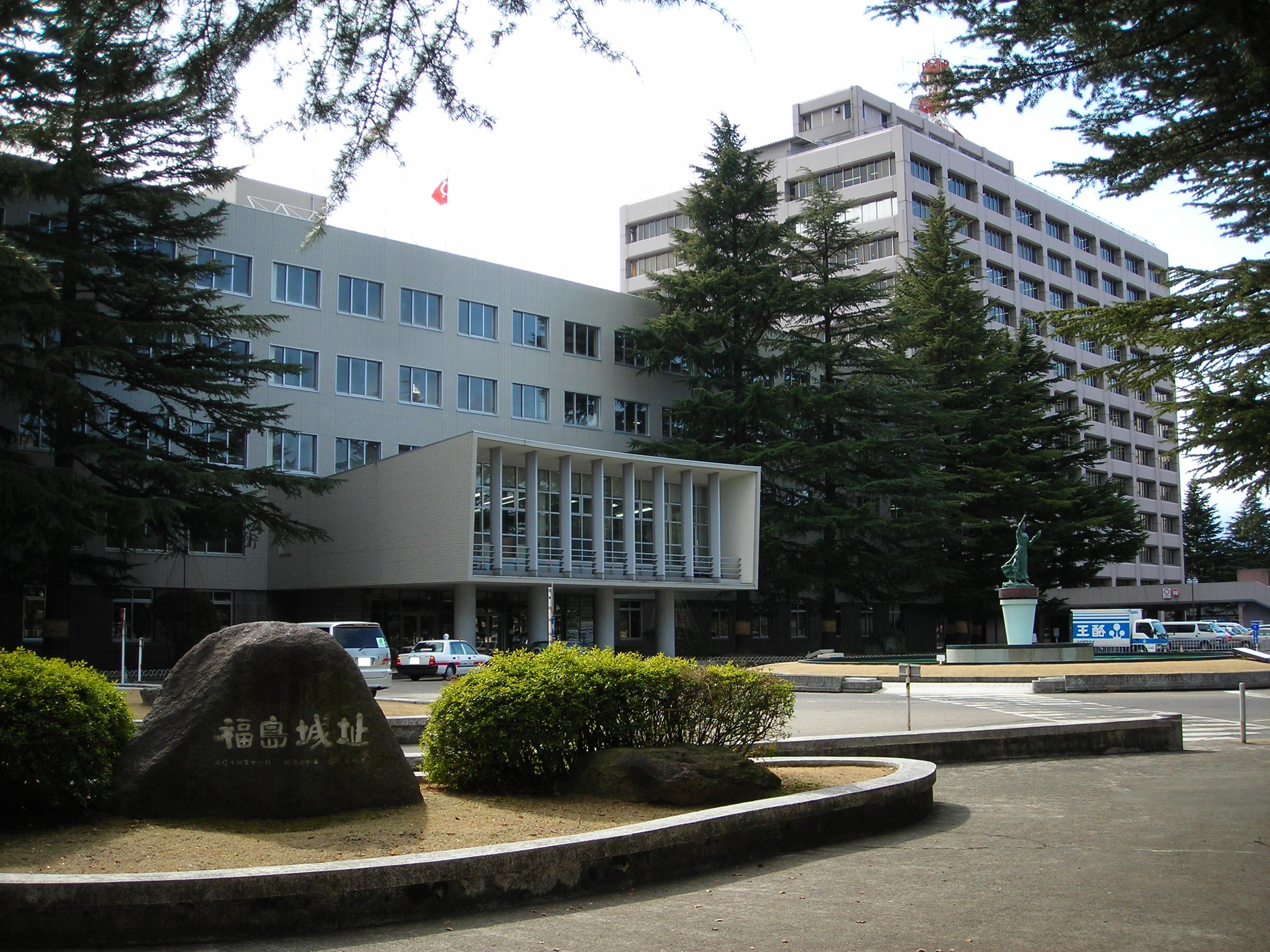
福島城跡（福島県庁）
本多家紋 (丸に立ち葵)
堀田家紋 (黒餅立ち木瓜)
板倉家定紋 (九曜巴)
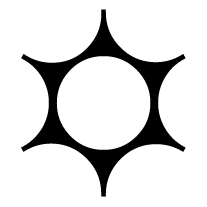
板倉家替紋 (鞠挟)

## 行政

### 市長
- 市長：木幡浩（2期目[17]）
- 任期：2017年12月8日 -

歴代市長
（+印は在職中死去）
| 代         | 氏名     | 就任年月日                 | 退任年月日                  |
| ---------- | -------- | -------------------------- | --------------------------- |
| 初         | 二宮哲三 | 1907年（明治40年）7月16日  | 1925年（大正14年）8月9日    |
| 2          | 小杉善助 | 1925年（大正14年）9月11日  | 1929年（昭和4年）3月        |
| 3          | 佐藤沢   | 1929年（昭和4年）3月       | 1945年（昭和20年）3月13日   |
| 4          | 釘本衛雄 | 1945年（昭和20年）4月21日  | 1947年（昭和22年）2月2日    |
| 5          | 佐藤元治 | 1947年（昭和22年）4月6日   | 1955年（昭和30年）4月       |
| 6          | 林谷主計 | 1955年（昭和30年）4月      | 1959年（昭和34年）4月       |
| 7          | 佐藤実   | 1959年（昭和34年）5月1日   | 1971年（昭和46年）4月       |
| 8          | 佐藤達也 | 1971年（昭和46年）5月1日   | 1979年（昭和54年）4月30日   |
| 9          | 河原田穣 | 1979年（昭和54年）5月1日   | 1985年（昭和60年）10月27日+ |
| 職務代理者 | 小野章   | 1985年（昭和60年）10月27日 | 1985年（昭和60年）12月9日   |
| 10         | 吉田修一 | 1985年（昭和60年）12月9日  | 2001年（平成13年）12月7日   |
| 11         | 瀬戸孝則 | 2001年（平成13年）12月8日  | 2013年（平成25年）12月7日   |
| 12         | 小林香   | 2013年（平成25年）12月8日  | 2017年（平成29年）12月7日   |
| 13         | 木幡浩   | 2017年（平成29年）12月8日  |                             |

### 広域行政
- 福島地方広域行政事務組合 - 伊達市、伊達郡および本市の6市町村により構成される。安達地方広域行政組合と合同でふくしま拠点まちづくり協議会を設立し地域間交流や人材育成や教養文化活動の事業を推進している。

### 不祥事
生活保護違法減額事件
2018年1月、福島地裁は、2014年に市が奨学金を得た生活保護世帯に対し、奨学金を収入と誤認し、生活給付を減額した処分に対し、その違法性を認定、10万円の賠償を認めた。

### 行政区画
市制移行に至るまでの福島
旧福島村及び福島町発足時の町域を示す。後に福島町及び福島市時代に編入したエリアは、編入以前の各村のページを参照。
福島県庁周辺（福島城下町）と福島駅東西の近隣エリア、荒川（当時：須川）の上流エリアを範囲とした町で、現在の福島市都心部を構成するエリアである。町名の特徴として江戸時代より長く続く福島城下7町は勿論のこと、近代以前からの字名を由来とした町名が多く存在する。

#### 情報
福島町役場所在地
- 福島県信夫郡福島町字杉妻町12番地 - 初代福島市役所の所在地でもある。

隣接自治体
- 曾根田村、腰浜村、渡利村、方木田村、八木田村、下野寺村、笹木野村、八島田村、森合村

河川
- 阿武隈川、須川（現：荒川）

鉄道
- 日本国有鉄道（現：東日本旅客鉄道）
  - 東北本線：福島駅

道路
- 奥州街道 - 現：旧国道4号（福島県道148号水原福島線ほか福島市道）
- 萬世大路 - 現：飯坂街道（福島県道3号福島飯坂線）
- 板谷街道 - 現：福島市道の複数路線

人口（単位：人）
| 年     | 人口（人） | 戸数（戸） |
| ------ | ---------- | ---------- |
| 1703年 | 4,261      | --         |
| 1746年 | 3,726      | --         |
| 1788年 | 3,360      | --         |
| 1873年 | 5,813      | --         |
| 1904年 | 30,063     | 5,064      |
| 2018年 | 290,708    | 122,966    |

(典拠「福島県史」)

#### 範囲
旧町名
- 柳町、荒町、中町、本町、大町、上町、北町、豊田町、杉妻町、御倉町、五月町、早稲町、須川町の各全域（全域が旧福島町）
- 舟場町、清明町、栄町、置賜町、新町、矢剣町、太田町、三河南町の各一部（旧福島町が大半を占める、残り周辺村）
- 陣場町、万世町、宮町、三河北町、野田町一丁目の各一部（旧福島町は一部のみ、大半を旧福島町外の周辺村が占める）

#### 旧福島城下町
- 柳町、荒町、中町、本町、大町、上町、北町、豊田町

福島町時代に幾度となく字名変更は行っているものの、江戸時代からその区域をほとんど変貌させていないことが特徴である。現在も県都福島市都心エリアの中核をなす8町である。
江戸時代に奥州街道沿いの7町として長く存在したことから福島城下7町や福島本通り7町、福島通町などと称されている。（大町・上町で一つの町であった）
町名の変貌
| 江戸初期                  | 大学町                        | 鍛冶町                        | 荒町                          | 中町                          | 本町                          | 上町                          | 上町                          | 北町                          | 南町                          | 田町                              |
| 江戸全般                  | 柳町                          | 柳町                          | 荒町                          | 中町                          | 本町                          | 上町                          | 上町                          | 北南町                        | 北南町                        | 馬喰町                            |
| 明治初期                  | 柳町                          | 柳町                          | 安良町                        | 中町                          | 本町                          | 上町                          | 宮本町                        | 喜多町                        | 喜多町                        | 豊田町                            |
| 1873年以降                | 通り一丁目 - 通り十七丁目     | 通り一丁目 - 通り十七丁目     | 通り一丁目 - 通り十七丁目     | 通り一丁目 - 通り十七丁目     | 通り一丁目 - 通り十七丁目     | 通り一丁目 - 通り十七丁目     | 通り一丁目 - 通り十七丁目     | 通り一丁目 - 通り十七丁目     | 通り一丁目 - 通り十七丁目     | 通り一丁目 - 通り十七丁目         |
| 1876年以降                | 通一丁目 - 通八丁目           | 通一丁目 - 通八丁目           | 通一丁目 - 通八丁目           | 通一丁目 - 通八丁目           | 通一丁目 - 通八丁目           | 通一丁目 - 通八丁目           | 通一丁目 - 通八丁目           | 通一丁目 - 通八丁目           | 通一丁目 - 通八丁目           | 通一丁目 - 通八丁目               |
| 1899年ごろ                | 本通柳町一丁目 本通柳町二丁目 | 本通柳町一丁目 本通柳町二丁目 | 本通荒町一丁目 本通荒町二丁目 | 本通中町一丁目 本通中町二丁目 | 本通本町一丁目 本通本町二丁目 | 本通大町一丁目 本通大町二丁目 | 本通上町一丁目 本通上町二丁目 | 本通北町一丁目 本通北町二丁目 | 本通北町一丁目 本通北町二丁目 | 本通豊田町一丁目 本通豊田町二丁目 |
| 1900年代 現在（住居表示） | 柳町                          | 柳町                          | 荒町                          | 中町                          | 本町                          | 大町                          | 上町                          | 北町                          | 北町                          | 豊田町                            |

※上記の年代はおおよその目安である。

#### 行政区画の変遷
市町村制施行以後

## 議会

### 県議会
- 定数：8名
- 選挙区：福島市選挙区
- 任期：2019年11月20日 - 2023年11月19日

| 議員名     | 会派名                     | 当選回数 | 備考             |
| ---------- | -------------------------- | -------- | ---------------- |
| 西山尚利   | 自由民主党福島県議会議員会 | 4        |                  |
| 宮本しづえ | 日本共産党福島県議会議員団 | 3        |                  |
| 伊藤達也   | 公明党福島県議会議員団     | 2        |                  |
| 紺野長人   | 福島県議会県民連合議員会   | 2        | 党籍は社会民主党 |
| 佐藤雅裕   | 自由民主党福島県議会議員会 | 3        |                  |
| 高橋秀樹   | 福島県議会県民連合議員会   | 4        | 党籍は立憲民主党 |
| 渡邊哲也   | 自由民主党福島県議会議員会 | 1        |                  |
| 大場秀樹   | 福島県議会県民連合議員会   | 2        | 党籍は国民民主党 |

### 国会
選挙結果などは福島県第1区の項を参照。
衆議院
- 選挙区：福島県第1区 （福島市・伊達市・伊達郡・相馬市・南相馬市・相馬郡）
- 任期：2021年10月31日 - 2025年10月30日

| 議員名   | 党派名     | 当選回数 | 備考     |
| -------- | ---------- | -------- | -------- |
| 金子恵美 | 立憲民主党 | 3        | 選挙区   |
| 亀岡偉民 | 自由民主党 | 5        | 比例復活 |

## 対外関係

### 姉妹都市・提携都市

#### 国内
提携都市
- 荒川区（関東地方 東京都）
  - 災害時における相互応援に関する協定（太平洋戦争中に学童疎開を受け入れた縁）
- 山口市（中国地方 山口県）
  - 2013年（平成25年）2月7日 - 災害時における相互応援に関する協定

#### 海外
姉妹都市
- バーデン＝バーデン（ドイツ連邦共和国 バーデン＝ヴュルテンベルク州）
  - 競馬場同士の交流都市提携。

## 出先機関・施設

### 国家機関
警察庁
- 東北管区警察局福島県情報通信部

復興庁
- 福島復興再生総局
- 福島復興局

総務省
- 東北管区行政評価局福島行政監視行政相談センター

法務省
- 福島地方法務局
- 福島刑務所
  - 福島刑務支所
- 福島少年鑑別所
- 福島保護観察所
- 福島地方検察庁
- 福島区検察庁

財務省
- 東北財務局福島財務事務所
- 国税庁仙台国税局福島税務署

厚生労働省
- 東北厚生局福島事務所
- 福島労働局
  - 福島労働基準監督署
  - 福島公共職業安定所

農林水産省
- 東北農政局福島県拠点
- 東北農政局阿武隈土地改良調査管理事務所
- 林野庁関東森林管理局福島森林管理署

国土交通省
- 東北地方整備局福島河川国道事務所
  - 吾妻山山系砂防出張所
  - 吾妻山山系砂防出張所松川庁舎
  - 福島国道維持出張所
  - 東北中央道維持出張所
- 東北地方整備局摺上川ダム管理所
- 東北運輸局福島運輸支局
- 気象庁福島地方気象台

環境省
- 福島地方環境事務所

防衛省
- 自衛隊福島地方協力本部
- 陸上自衛隊福島駐屯地（第44普通科連隊、第11施設群他）

裁判所
- 福島地方裁判所
- 福島家庭裁判所
- 福島簡易裁判所

独立行政法人
- 日本スポーツ振興センター福島県支部
- 高齢・障害・求職者雇用支援機構福島障害者職業センター
- 自動車事故対策機構仙台主管支所福島支所
- 自動車技術総合機構東北検査部福島事務所
- 国立研究開発法人農業・食品産業技術総合研究機構東北農業研究センター福島研究拠点
- 国立研究開発法人森林研究・整備機構森林整備センター関東整備局福島水源林整備事務所

特殊法人
- 日本銀行福島支店
- 日本中央競馬会福島競馬場
- 日本政策金融公庫福島支店
- 商工組合中央金庫福島支店
- 日本年金機構東北福島年金事務所
- 日本放送協会福島放送局
- 東日本高速道路福島管理事務所
- 東日本電信電話福島支店

### 県政機関
- 福島県庁
- 福島県警察本部
- 福島県立美術館
- 福島県立図書館

### 施設

#### 警察
本部
- 福島県警察
  - 福島警察署
  - 福島北警察署
- 福島県公安委員会
- 福島県交通安全協会

#### 消防
本部
- 福島市消防本部

#### 医療・福祉
主な病院
- 大原綜合病院
- 済生会福島総合病院
- 福島県立医科大学附属病院
- 福島赤十字病院
- 福島第一病院
- わたり病院

主な団体
- 福島医療生活協同組合
- 福島県医師会
- 福島県獣医師会
- 福島県薬剤師会

### 郵便局
主な郵便局
- 福島中央郵便局 - 集荷業務：960-8XXX、960-1XXX、960-2XXXエリア
- 福島東郵便局 - 集荷業務：960-01XX、960-04XXから960-09XXエリア
- 飯坂郵便局 - 集荷業務：960-02XXエリア
- 松川郵便局 - 集荷業務：960-12XXエリア
- 佐倉郵便局 - 集荷業務：960-21XXエリア

### 文化施設
- 福島県文化センター
- 福島県立美術館
- 福島県立図書館
- こむこむ
- 福島市音楽堂
- 福島市公会堂
- 福島県歴史資料館
- 福島市古関裕而記念館
- 福島市写真美術館
- 福島市飯野UFOふれあい館（UFOの里内）
- 福島市立図書館
- 福島市学習センター（市内15か所）
- 福島市飯坂温泉観光会館（パルセ飯坂）
- 福島勤労者総合福祉センター（福島テルサ）

### 運動施設
- 福島県あづま総合運動公園
  - 福島県営あづま球場
  - 福島県営あづま陸上競技場
  - 福島市民家園
  - 旧広瀬座 - 国の重要文化財
- 福島市国体記念体育館
- 福島体育館
- 福島市信夫ヶ丘競技場
- 福島市信夫ヶ丘球場
- 十六沼公園

## 経済
2004年商業統計確定値では、小売の年間販売額は3331億円である。

### 第一次産業

#### 農業
福島県内第1位の農業産出額を誇る。福島市を代表する特産品は桃と梨である。
桃は全国有数の生産量であり、梨は市区町村別日本一の生産数を誇り、ここで生産される福島の品種「萱場梨」が名物に挙げられる。

### 第二次産業

#### 工業
2019年度の製造品出荷額等は、4,768億円となっている。
製造工場
- 伊藤園 福島工場
- 王子ネピア 福島工場
- 沖データ 福島事業所
- 福島キヤノン
- 協三工業
- トーアエイヨー 福島工場
- 日本ベクトン・ディッキンソン 福島工場
- 森永乳業 福島工場
- ヤクルト 福島工場
- NOK 福島事業場

### 第三次産業

#### 商業
江戸時代には養蚕業で栄え、福島県内に限らず宮城県南部からも生糸が集まる商品の集散地であった。明治期には製糸業を中心に工業資本が育ち、東北地方で最初となる日本銀行の支店が設置された。現在も本町から大町の奥州街道（レンガ通り）沿いには日銀支店を始めとした地方銀行・証券会社の支店など金融機関、あるいは福島県全体を管轄する支店などが集中し、福島県における業務機能の集積地となっている（県内全域への交通利便性が高い郡山市に支社を置く企業も多い）。通勤・通学圏、あるいは小売商圏として周辺自治体におよぶ福島都市圏が形成されている。一方で、福島駅前あった中合の閉店により、福島県内の百貨店は郡山市のうすい百貨店のみとなるなど、他の地方都市と同様に中心市街地の空洞化も進行している。2026年には近隣の伊達市にイオンモール伊達が開業することから、より一層の中心市街地の衰退が懸念されている。
福島市は、山形・宮城両県と隣接し、その立地・交通の便の良さから、他県地域との交流人口増加と経済活性を企図している。例えば市内にはJRA福島競馬場があるため、開催日には宮城県内からの直通高速バスも運行される。また、宮城県から訪れる観光客向けに快速「ふくしま花見山号」が福島駅から仙台駅間を土日1往復ずつ運転されるなどの流れにある。

### 拠点を置く企業
- 東邦銀行 - 銀行、東京証券取引所プライム市場上場
  - 東邦リース - リース
  - とうほう証券 - 株式仲買人
- 福島銀行 - 銀行、東京証券取引所スタンダード市場上場
  - ふくぎんリース - リース
  - 福島カードサービス - クレジットカード
- 日東紡績 - 紡績業、東京証券取引所プライム市場上場
- アレンザホールディングス - 小売業、東京証券取引所プライム市場上場
- こころネット - サービス業、東京証券取引所スタンダード市場上場
- いちい - 小売業
- 北芝電機 - 東芝傘下の重電メーカー
- 協三工業 - 鉄道車両メーカー
- 佐藤工業 - 建設業
- 月電工業 - 製造業
- 福島信用金庫
- 福島県農業共済組合
- 福島民友新聞社 - 新聞社
- 福島民報社 - 新聞社
- 福島テレビ - テレビ局
- テレビユー福島 - テレビ局
- ラジオ福島 - ラジオ局
- 福島コミュニティ放送 - コミュニティラジオ局
- 西沢書店 - 書店チェーン
- 岩瀬書店 - 書店チェーン
- ネッツトヨタ福島 - 自動車ディーラー
- 福島トヨタ自動車 - 自動車ディーラー
- 日産プリンス福島販売 - 自動車ディーラー
- 福島日産自動車 - 自動車ディーラー
- 福島交通 - 陸運業（鉄道、バス）
- AC福島ユナイテッド - サッカークラブの運営

### 金融機関
預金取扱金融機関
- 東邦銀行 本店ほか
- 福島銀行 本店ほか
- 福島信用金庫 本店ほか
- 福島県商工信用組合 福島支店ほか
- 日本銀行 福島支店
- ゆうちょ銀行 福島店
- みずほ銀行 福島支店
- 北日本銀行 福島支店
- 七十七銀行 福島支店
- 秋田銀行 福島支店
- 荘内銀行 福島支店・郡山支店
- きらやか銀行 福島支店
- 大東銀行 福島支店ほか
- 常陽銀行 福島支店
- 商工組合中央金庫 福島支店
- 東北労働金庫 福島支店
- 農林中央金庫 福島支店
- ふくしま未来農業協同組合 本店ほか

## 情報・生活

### マスメディア

#### 新聞社
- 福島民友 本社（読売新聞系列）
- 福島民報 本社（毎日新聞系列）
- 朝日新聞 福島総局
- 読売新聞 福島支局
- 毎日新聞 福島支局
- 日経新聞 福島支局
- 産経新聞 福島支局
- 東京新聞 福島特別支局（中日新聞系列）
- 日刊競馬 福島支社

#### 通信社
- 共同通信社 福島支局
- 時事通信社 福島支局

#### 放送局
テレビ局
- NHK福島放送局
- 福島テレビ 本社（フジテレビ系列）
- テレビユー福島 本社（TBS系列）
- 福島中央テレビ 福島支社（日本テレビ系列）
- 福島放送 福島支社（テレビ朝日系列）

ラジオ局
- ラジオ福島 本社（JRN、NRN系列）
- 福島コミュニティ放送（FMポコ） 本社
- ふくしまFM 福島営業部

ケーブルテレビ
- ニューメディア 福島センター

#### 中継局
放送送信施設
- 福島本局（笹森山）
- 福島市内テレビ中継局
- 福島信夫中継局

### ライフライン

#### 電力
- 東北電力
- 東京電力

発電所
- 穴原発電所

#### 電信電話
東日本電信電話（NTT東日本）福島支店
- 市外局番は024（福島MA）が用いられ、同じ市外局番かつ同一MAの伊達市ならびに伊達郡の自治体とは市内料金での通話が可能である。

## 教育

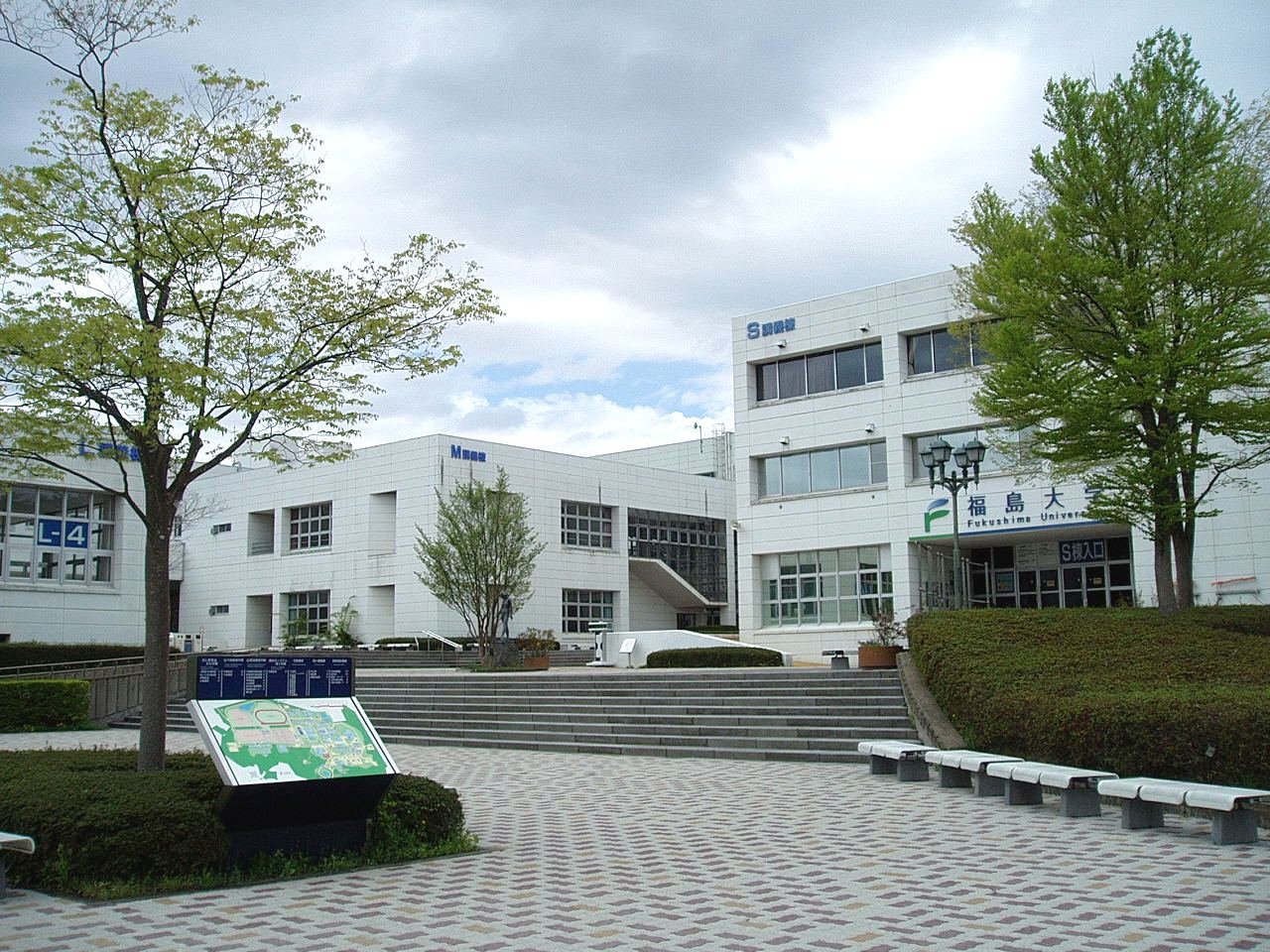
福島大学講堂

### 大学
国立
- 福島大学

県立
- 福島県立医科大学

私立
- 福島学院大学

### 短期大学
私立
- 桜の聖母短期大学
- 福島学院大学短期大学部

### 高等学校
県立
- 福島県立福島高等学校
- 福島県立橘高等学校
- 福島県立福島商業高等学校
- 福島県立福島明成高等学校
- 福島県立福島工業高等学校(定時制併設)
- 福島県立福島西高等学校
- 福島県立福島北高等学校
- 福島県立福島東高等学校
- 福島県立福島南高等学校
- 福島県立ふくしま新世高等学校(定時制)

私立
- 福島成蹊高等学校
- 福島東稜高等学校
- 松韻学園福島高等学校
- 桜の聖母学院高等学校
- 尚志高等学校福島キャンパス(通信制)

### 義務教育学校
- 福島市立松陵義務教育学校

### 中学校
国立
- 福島大学附属中学校

市立
- 福島第一中学校
- 福島第二中学校
- 福島第三中学校
- 福島第四中学校
- 岳陽中学校
- 渡利中学校
- 蓬萊中学校
- 清水中学校
- 信陵中学校
- 北信中学校

- 西信中学校
- 大鳥中学校
- 平野中学校
- 西根中学校
- 信夫中学校
- 野田中学校
- 吾妻中学校
- 飯野中学校

私立
- 福島成蹊中学校
- 桜の聖母学院中学校

### 小学校
国立
- 福島大学附属小学校

市立
- 福島第一小学校
- 福島第二小学校
- 福島第三小学校
- 福島第四小学校
- 清明小学校
- 三河台小学校
- 森合小学校
- 渡利小学校
- 南向台小学校
- 杉妻小学校
- 蓬萊小学校
- 蓬萊東小学校
- 清水小学校
- 北沢又小学校
- 御山小学校
- 岡山小学校
- 鎌田小学校
- 月輪小学校
- 瀬上小学校
- 余目小学校
- 矢野目小学校
- 大笹生小学校

- 笹谷小学校
- 吉井田小学校
- 荒井小学校
- 立子山小学校
- 佐倉小学校
- 佐原小学校
- 飯坂小学校
- 平野小学校
- 湯野小学校
- 鳥川小学校
- 大森小学校
- 平田小学校
- 平石小学校
- 野田小学校
- 庭坂小学校
- 庭塚小学校
- 水保小学校
- 飯野小学校

私立
- 桜の聖母学院小学校

### 幼稚園
国立
- 福島大学附属幼稚園

市立
- 福島市立森合幼稚園
- 福島市立杉妻幼稚園
- 福島市立渡利幼稚園
- 福島市立清水幼稚園
- 福島市立岡山幼稚園

- 福島市立笹谷幼稚園
- 福島市立佐倉幼稚園
- 福島市立いいざか幼稚園
- 福島市立まつかわ幼稚園
- 福島市立庭塚幼稚園

私立
- 桜の聖母学院幼稚園
- めばえ幼稚園
- 福島めばえ幼稚園
- 飯坂恵泉幼稚園
- 福島わかば幼稚園
- さくら幼稚園

- 福島わかくさ幼稚園
- 福島ルンビニー幼稚園
- みその幼稚園
- 三育幼稚園
- 西部三育幼稚園
- 蓬莱もみじ幼稚園

- 白百合幼稚園

### 特別支援学校
国立
- 福島大学附属特別支援学校

県立
- 視覚支援学校
- 聴覚支援学校福島校
- 大笹生支援学校
- 須賀川支援学校医大校

市立
- 福島市立ふくしま支援学校

## 交通
福島より六方に通ずる街道として、南北に縦断する奥州街道と北西部の山形方面にアクセスする板谷峠経由の板谷街道や茂庭経由の羽州街道との分岐点であり、また国道13号の起点であり国道4号から分岐する。そのほかに南西部の会津方面に向かう土湯峠経由の土湯街道、東部の相馬方面へ霊山の麓を経由する中村街道、南東部の川俣・南相馬を経由し浪江に至る川俣街道などがある。
高速道路については既存の東北自動車道と新たに福島県浜通りから福島市を経由し山形県を直接繋ぐ東北中央自動車道が通っている。
鉄道では、福島駅が東北本線と奥羽本線（山形線）、そして東北新幹線と山形新幹線の分岐点となっている。

### 空路

#### 空港
- ふくしまスカイパーク - 福島市大笹生にある農道離着陸場

### 鉄道

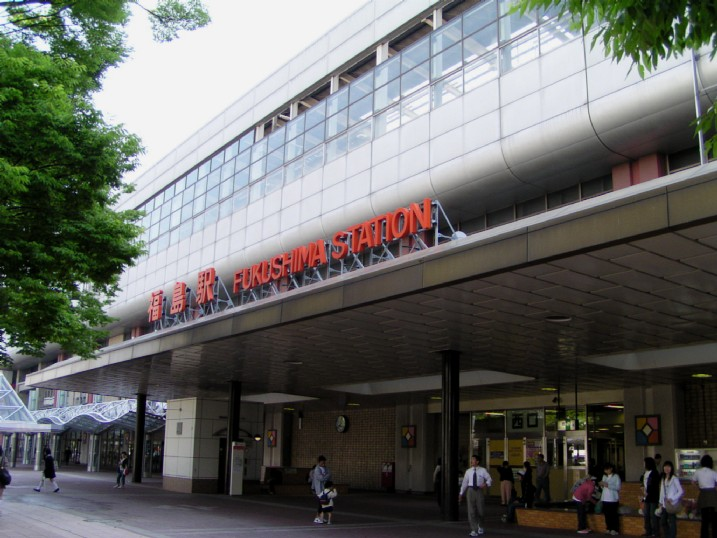
福島駅

福島駅を中心に南北・西・北西・北東方向に路線が存在する。旅客輸送については、東日本旅客鉄道（JR東日本）が広域的な連絡を、私鉄各線が地域輸送を担っている。以前は阿武隈急行線が東北本線福島駅以南に乗り入れていたが、現在は廃止されており福島駅を起点としている。各線の詳細はそれぞれの項目を参照。

#### 新幹線
東日本旅客鉄道（JR東日本）
- 東北・山形新幹線 やまびこ号・つばさ号

（東京・大宮方面 - 福島駅 - 仙台・山形・盛岡・新青森・新函館北斗方面）
東京駅まで最速91分、仙台駅まで最速20分、山形駅まで最速62分で結ぶ。東京方面では東京駅基準で通勤定期券の上限、仙台方面では仙台駅との通勤・通学が目立つ。
臨時を除く「やまびこ」「つばさ」は全列車停車し、一部を除き併結・解結作業を行う。福島駅は山形新幹線の起点駅としても整備された背景があり、東北新幹線でも有数の設備を有する。

#### 鉄道路線
東日本旅客鉄道（JR東日本）
- ■ 東北本線

（東京・大宮方面 - 松川駅 - 金谷川駅 - 南福島駅 - 福島駅 - 東福島駅 - 仙台方面）
朝夕は松川駅で福島駅方面へ折り返す通学・通勤列車が組まれている（主に福島大学最寄り駅である金谷川駅への輸送）。深夜には仙台からの上り列車が松川駅まで乗り入れる。上り列車は新白河駅、下り列車は仙台駅まで乗り入れる。なお、一時期岩手県一ノ関駅までの直通列車も組まれていた。
- ■ 山形線（奥羽本線）

（福島駅 - 笹木野駅 - 庭坂駅 - 山形方面）
山形線となっているが、福島駅口では庭坂駅までの地域輸送に特化している。米沢・山形方面への広域輸送については、山形新幹線が担っており、4時間ほど運転されない時間が存在する。
福島交通
- ■ 飯坂線

（ 福島駅 - 曽根田駅 - 美術館図書館前駅 - 岩代清水駅 - 泉駅 - 上松川駅 - 笹谷駅 - 桜水駅 - 平野駅 - 医王寺前駅 - 花水坂駅 - 飯坂温泉駅）※全線市内
飯坂温泉への観光輸送と、地域輸送を兼ね備えた路線。1時間2本以上の運転本数がある、通勤ラッシュ時間帯には1時間4本の運転がなされる。福島駅の駅舎はJR東日本と分離しており、阿武隈急行と供用している。
阿武隈急行
- ■阿武隈急行線

（ 福島駅 - 卸町駅 - 福島学院前駅 - 瀬上駅 - 向瀬上駅 - 槻木方面）
旧国鉄特定地方交通線の丸森線を引き継いだもの。地域輸送が主で、朝夕には一部列車が仙台駅まで乗り入れる。2004年まで郡山駅まで乗り入れていたが廃止となり、現在は区間列車も多く組まれている。

#### 廃線
- 福島交通飯坂東線
- 川俣線

### バス

#### 路線バス
- 福島交通 - 市内に福島支社が設置されている
- ジェイアールバス東北 - 市内に福島支店が設置されている
- カネハチタクシー（川俣線代替バス）
- 東北アクセス[19]

#### 高速バス
- 福島県内
  - 仙台空港 - 福島 - 会津若松（仙台空港 - 福島 - 会津若松線）
  - 福島 - いわき（福島 - いわき線）
- 東京方面
  - 福島 - 郡山 - 新宿（あぶくま号）
  - 福島 - 郡山 - 東京・東京ディズニーランド（ドリーム福島・東京号）
  - 山形 - 福島 - 東京（レインボー号）
- 宮城方面
  - 福島 - 仙台（仙台 - 福島線）
  - 福島競馬場 - 仙台（開催日のみ運行。現在は上記「仙台 - 福島線」に統合）
- 中部方面
  - 福島 - 名古屋（福島・郡山 - 名古屋線）
- 近畿方面
  - 福島 - 京都・大阪（ギャラクシー号）

廃止された路線
- 福島県内
  - 福島 - 郡山（福島 - 郡山線）

### 道路

#### 高速道路
- E4東北自動車道
  - 福島松川PA・スマートインターチェンジ - (21) 福島西IC - 吾妻PA - (21-1) 福島JCT - (22) 福島飯坂IC
- 東北中央自動車道
  - (21-1) 福島JCT - (7) 福島大笹生IC

観光道路
- 磐梯吾妻道路（磐梯吾妻スカイライン、日本の道100選に選出）

#### 国道
- 国道4号
- 国道13号 - 通称：平和通り、信夫通り、万世大路
- 国道13号（バイパス線） - 通称：福島西道路
- 国道114号（南相馬、浪江方面） - 通称：川俣街道
- 国道115号（猪苗代方面） - 通称：土湯街道
- 国道115号（相馬方面） - 通称：中村街道
- 国道399号 - 通称：茂庭街道
- 国道399号（バイパス線） - 通称：飯坂バイパス
- 国道459号

#### 県道
主要地方道
- 福島県道3号福島飯坂線 - 通称：飯坂街道
- 福島県道4号福島保原線 - 通称：保原街道
- 福島県道5号上名倉飯坂伊達線 - 通称：フルーツライン、医王寺通り
- 福島県道30号本宮土湯温泉線 - （旧土湯街道）
- 福島県道39号川俣安達線
- 福島県道40号飯野三春石川線
- 福島県道51号霊山松川線 - （新橋街道）
- 福島県道52号土湯温泉線 - （一部が旧米沢街道）
- 福島県道70号福島吾妻裏磐梯線 - 通称：高湯街道、磐梯吾妻スカイライン

一般県道
- 福島県道114号福島安達線 - 通称：奥州街道（旧国道4号）
- 福島県道124号飯坂桑折線 - 通称：湯野街道
- 福島県道126号福島微温湯線 - 通称：微温湯街道
- 福島県道147号松川渋川線
- 福島県道148号水原福島線 - 通称：奥州街道（旧国道4号）、大森街道、紅葉山通り、県庁通り
- 福島県道155号飯坂瀬ノ上線 - 通称：瀬上街道
- 福島県道192号松川停車場戸ノ内線
- 福島県道193号金谷川停車場線
- 福島県道194号金谷川停車場石内線
- 福島県道197号東福島停車場線
- 福島県道198号庭坂停車場線
- 福島県道305号木幡飯野線
- 福島県道306号大沢広表線
- 福島県道307号福島飯野線
- 福島県道308号山口渡利線 - 通称：中村街道（旧道）
- 福島県道309号岡部渡利線
- 福島県道310号庭坂福島線 - 通称：庭坂街道
- 福島県道311号八島田笹木野停車場線
- 福島県道312号折戸笹谷線 - 通称：信陵通り、万世大路（旧道）
- 福島県道313号中野梍町線
- 福島県道314号東湯野寺屋敷線
- 福島県道317号山口保原線
- 福島県道318号上小国下川原線
- 福島県道319号穴原十綱線 - 旧国道399号
- 福島県道353号国見福島線 - 旧陸羽街道（旧国道4号）
- 福島県道362号南福島停車場線
- 福島県道373号福島停車場線 - 通称：栄通り、駅前通り
- 福島県道387号飯坂保原線 - 通称：福島北幹線

#### 市道の通名称
福島市道の主な通称名
詳しくは福島県内の通りを参照されたし。
- 奥州街道 - 県道及び国道区間あり
- 県庁通り - 県道区間あり
- 並木通り
- レンガ通り - 奥州街道の一部
- 紅葉山通り - 県道区間あり、別称：高湯街道（旧道）
- 天神橋通り
- 密語橋通り - 別称：東裡通り
- 寺町通り - 別称：西裡通り
- 南裡通り
- 北裡通り
- 陣場通り - 別称：飯坂街道（旧道）
- パセオ通り - 別称：スズラン通り
- 川寒橋通り
- 大森街道 - 県道区間あり
- 信陵通り - 県道区間あり、別称：万世大路（旧道）

道路元標・里程元標
- 福島市道路元標：福島警察署前交差点の北側（奥州街道レンガ通り、県庁通り交差部）

その他市内に各旧町村の道路元標あり。
- 福島縣里程元標：2018年3月に復元され、同年3月26日に除幕式実施。

### 道の駅
- 道の駅つちゆ（国道115号土湯バイパス）
- 道の駅安達（国道4号福島南バイパス。進入路の一部のみ。）
- 道の駅ふくしま（福島県道5号上名倉飯坂伊達線）

## 観光

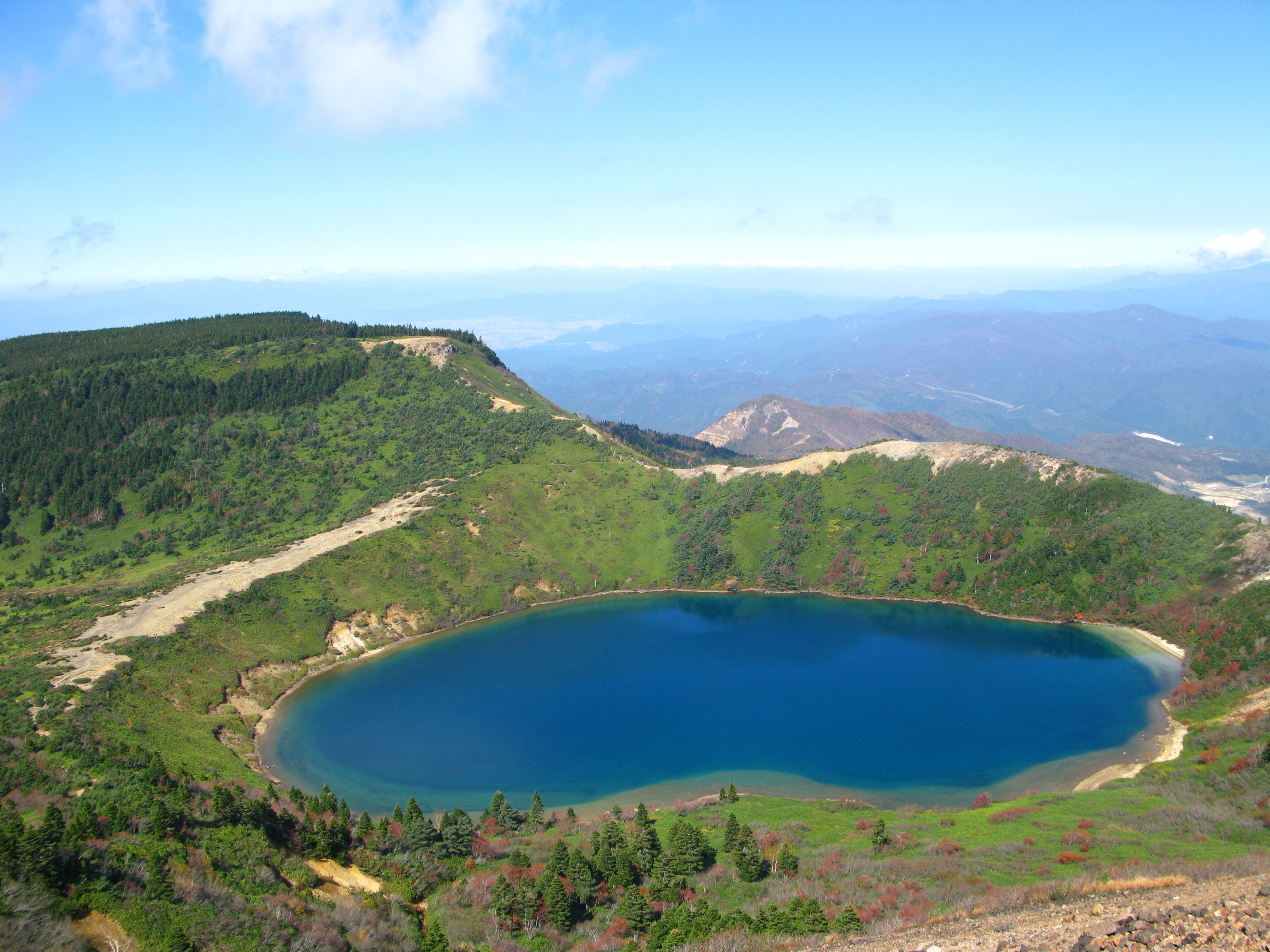
磐梯朝日国立公園にある五色沼

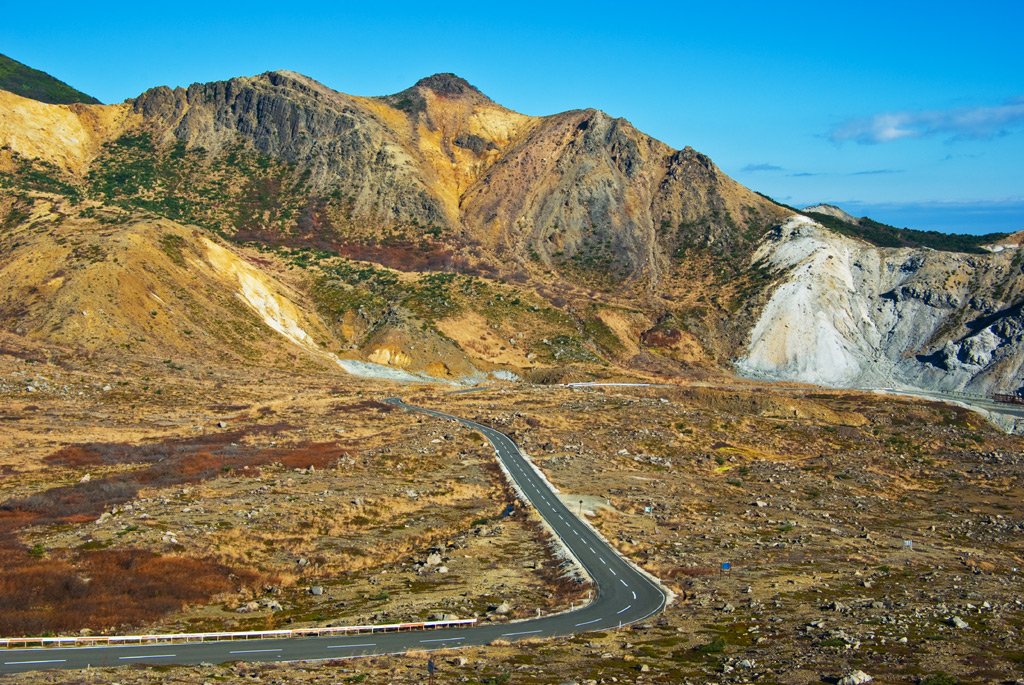
磐梯吾妻スカイライン

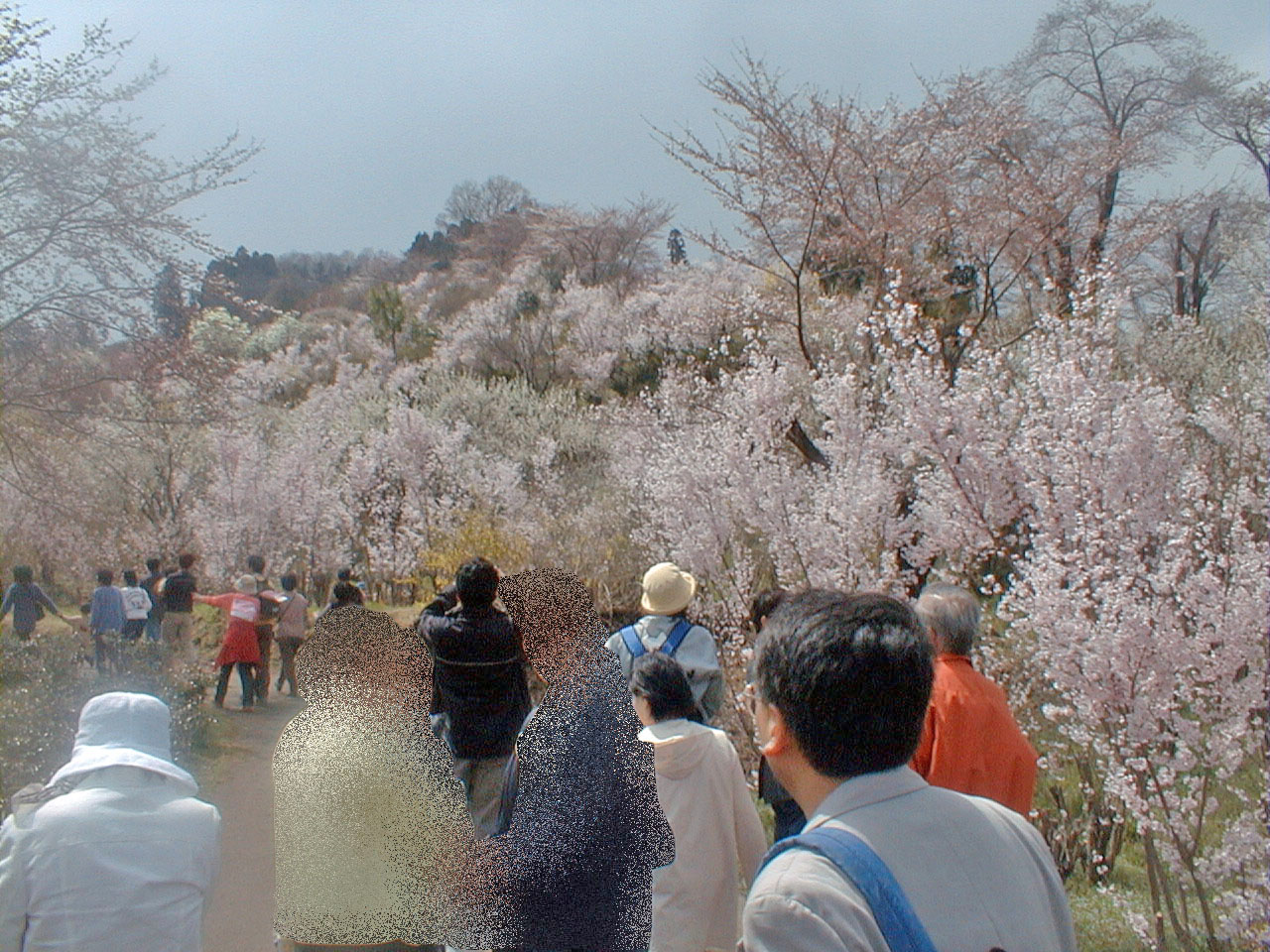
花見山公園へ続く遊歩道（2004年4月）

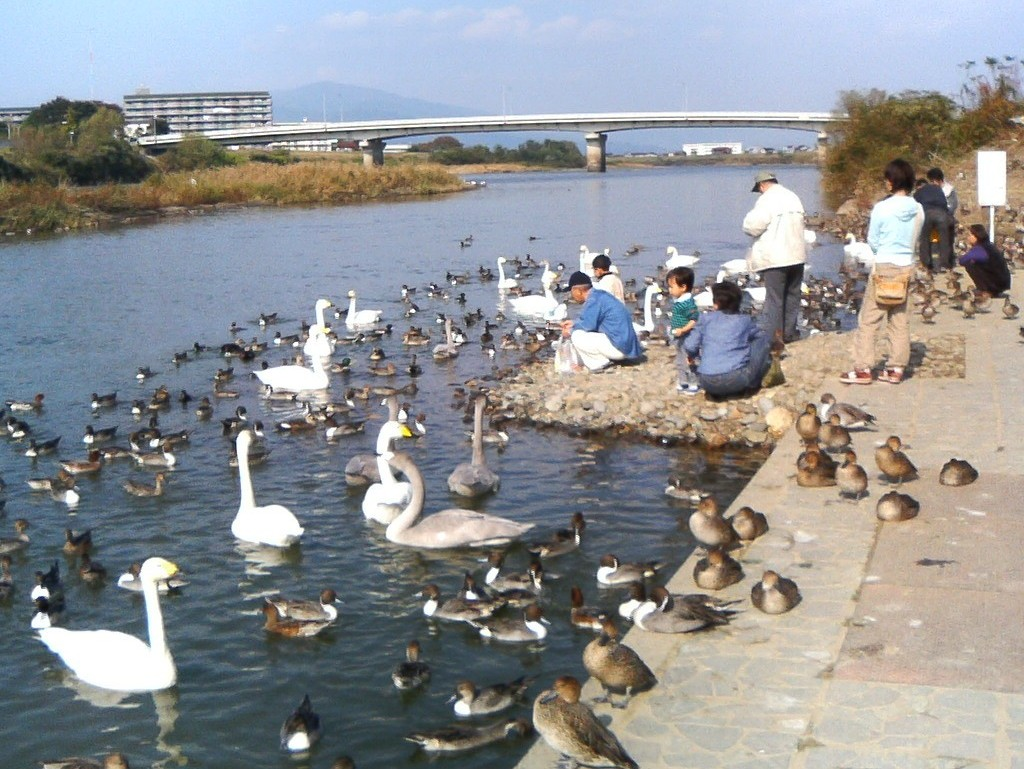
あぶくま親水公園

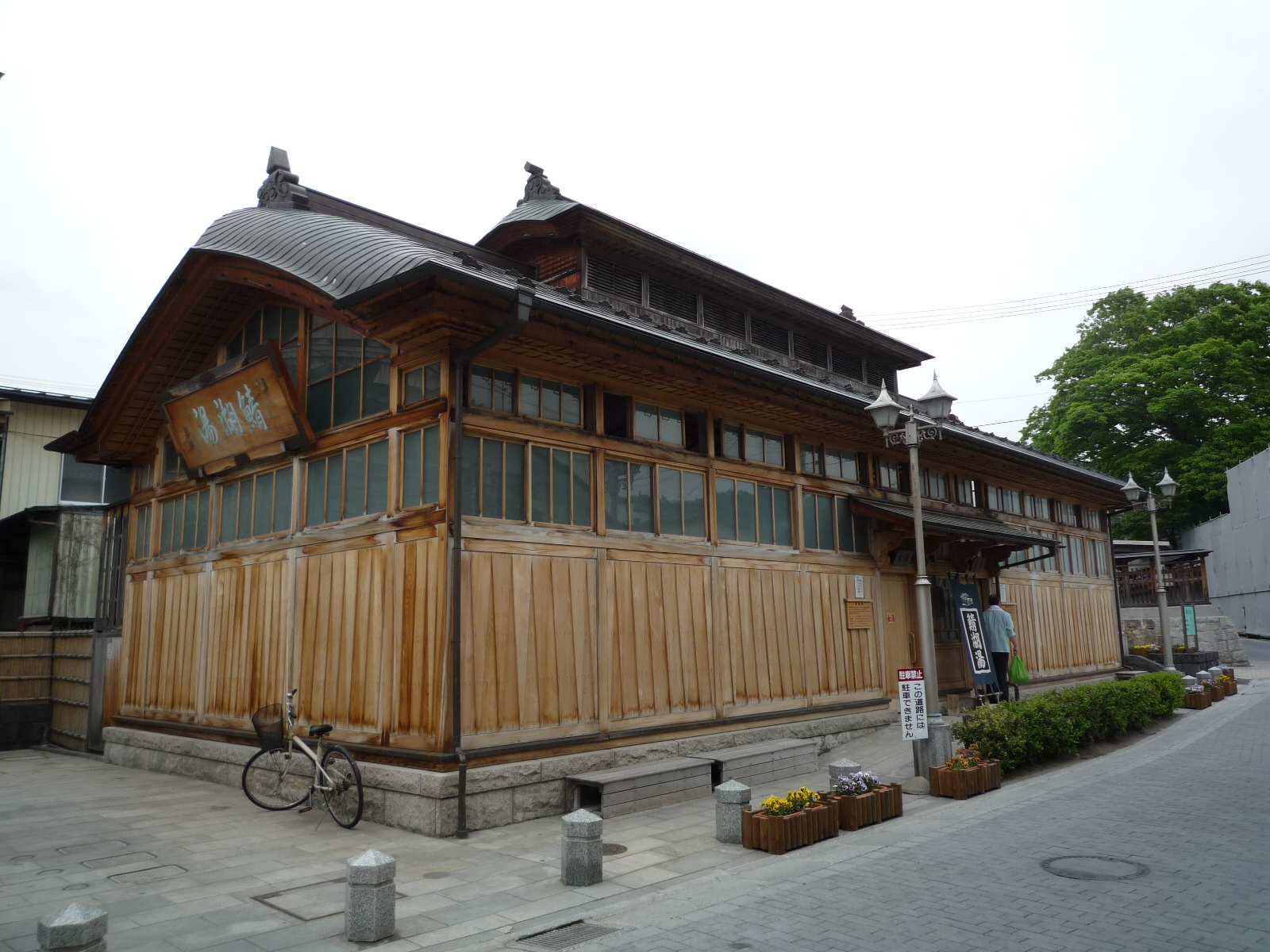
飯坂温泉の鯖湖湯

### 名勝
- 磐梯朝日国立公園
  - 浄土平
  - 吾妻小富士
  - 一切経山
  - 磐梯吾妻スカイライン

### 名所・旧跡

#### 城郭・屋敷
- 福島城跡
  - 紅葉山公園（福島城庭園跡）
  - 密語橋跡（福島城外堀跡）
- 御倉邸 - 旧日本銀行福島支店長邸宅、上杉米沢藩米蔵
- 大森城山公園（大森城跡）
- 舘の山公園（大鳥城跡）
- 八丁目城跡

#### 神社
- 東屋沼神社
- 黒沼神社
- 西根神社
- 福島稲荷神社 - 福島城下の総鎮守
- 福島県護国神社 - 福島県唯一の指定護国神社

#### 寺院
- 岩谷観音 - 信夫山東峰
- 腰浜廃寺
- 医王寺
- 中野不動尊 - 曹洞宗大本山永平寺直末寺、日本三大不動尊のひとつ
- 安洞院
  - 文知摺観音堂
  - 文知摺石
  - 文知摺観音多宝塔
- 大蔵寺 - 通称小倉寺観音
- 陽林寺
- 陽泉寺
  - 下鳥渡供養石塔 - 国の史跡
- 慈徳寺
- 真浄院

#### 遺跡
- 宮畑遺跡（じょーもぴあ宮畑） - 国の史跡
- 和台遺跡 - 国の史跡
- 白山遺跡（飯野白山住居跡） - 県指定史跡

### 観光スポット
- 花見山公園
- 福島県立美術館
- 福島市写真美術館 - 建物は市指定有形文化財
- 福島市小鳥の森 - 日本の音風景100選に選出
- 福島市浄土平天文台 - 日本一高い場所に位置する公開天文台
- 古関裕而記念館
- UFOの里（福島市飯野UFOふれあい館など複数の施設）
- あぶくま親水公園
- 浄楽園
- 花ももの里
- 共楽公園
- 蓬萊ダム（飯野堰堤公園）
- 大日岩（阿武隈峡）
- へたれガンダム

#### 温泉
飯坂温泉郷
- 飯坂温泉
- 穴原温泉

高湯温泉郷
- 高湯温泉
- 信夫温泉

土湯温泉郷
- 土湯温泉
- 野地温泉
- 新野地温泉
- 鷲倉温泉
- 幕川温泉
- 赤湯温泉

独立系
- 微温湯温泉

#### レジャー施設
- 四季の里
- アンナガーデン
- ふくしまスカイパーク（元農道離着陸場）
- 福島県観光物産館（福島県アンテナショップ）

## 文化・名物

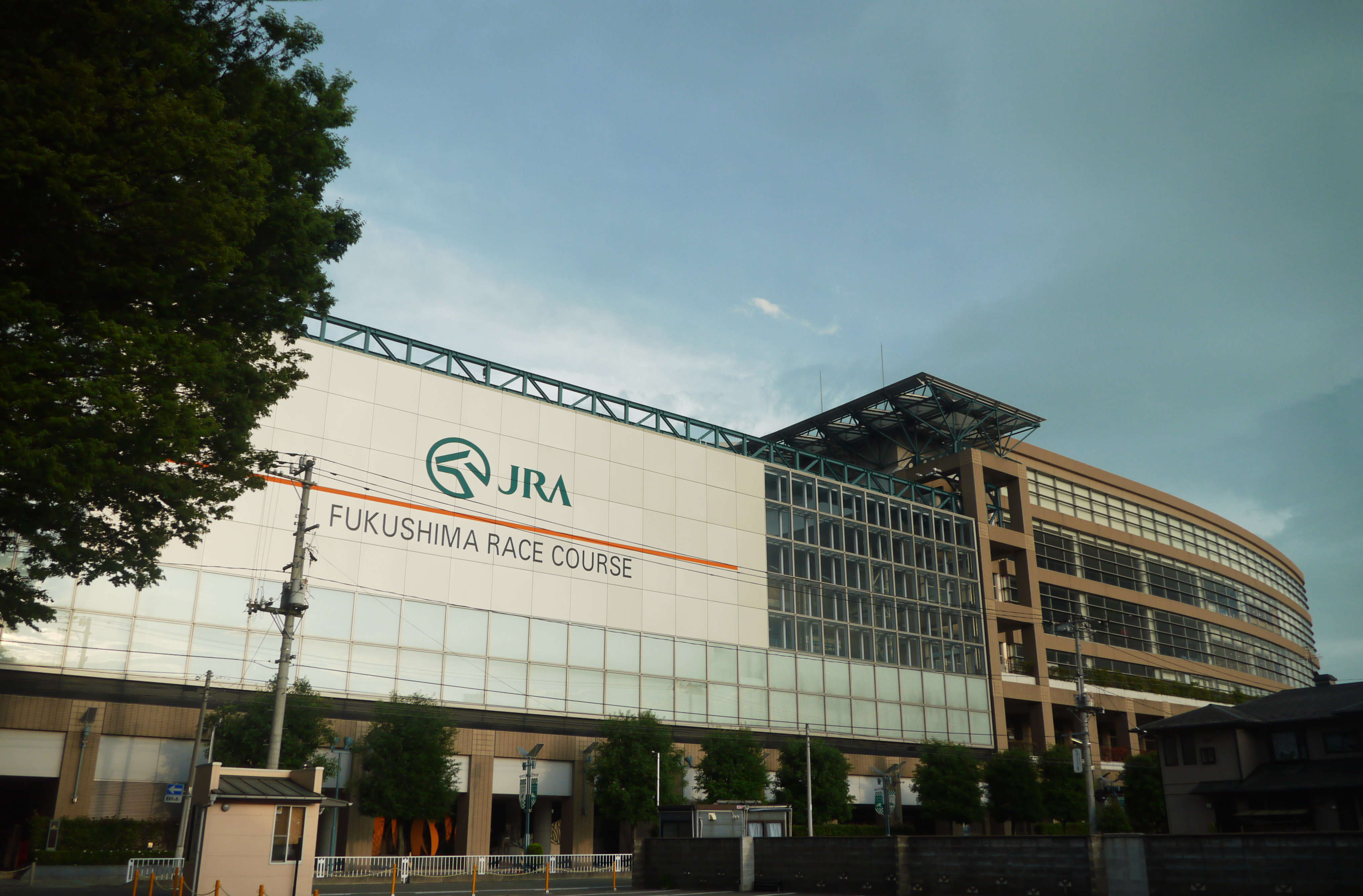
福島競馬場

### 文化財

#### 国指定等文化財
36件（2015年3月現在）

#### 県指定文化財
26件（2015年3月現在）

#### 市指定文化財
48件（2015年3月現在）

### 祭事・催事
祭事
- 信夫三山暁まいり - 2月10日・11日に開催。日本一のわらじを奉納する祭事。
- 飯坂けんか祭り - 10月の第1週の金・土・日に開催。日本三大喧嘩祭りのひとつ。
- 福島稲荷神社例大祭・連山車 - 主に10月の第2日曜日とその前後の連続3日間に開催。連山車に関しては、稲荷神社氏子内外からも山車が参加がある。
- 大波の三匹獅子舞 - 10月上旬に開催
- 岡山の水かけ祭り - 県指定重要無形民俗文化財の奇祭、10月の第4日曜日開催

催事
- 福島山車フェスタ - 主に6月の第1土曜日。福島市内の山車に留まらず、県内（二本松市、伊達エリアなど）の山車も参加する。2015年度はふくしまデスティネーションキャンペーンの花見山向け観光客に合わせ4月11日に開催。もともとは市制100周年記念行事だった。
- 福島わらじまつり - 8月上旬に開催。日本一のわらじが市街地をめぐるイベント。
- 福島とうろう流し花火大会 - 毎年8月17日に開催。福島市都心部を代表する花火大会と灯籠流しである。
- ふくしま花火大会 - 基本的に7月最終土曜日開催だが、当該日が福島競馬夏開催期間中の場合は花火の音で競走馬を驚かせないという配慮から福島競馬夏開催終了後の最初の土曜日となる。（2014年は8月9日の土曜日に開催）
- 福島市古関裕而作曲コンクール - 古関裕而の功績をレガシーとして継承し、次世代を担う作曲家の育成と世界へ羽ばたく機会を創出するため、100年の計としてのコンクールを開催。

スポーツ大会
- 東日本女子駅伝 - 東日本18都道県代表選抜女子チームが出場。
- ふくしま駅伝 - 福島県を縦断する駅伝。

### 名産・特産
食品
- モモ（桃） - 年間生産量13700t（平成14年度）で全国有数の生産量、福島市を代表する名産品。
- ナシ（梨） - 日本全国1位の生産量を誇る、福島市を代表する名産品のひとつ。
- 円盤餃子 - フライパンで円盤状に焼くのが特徴。
- ラヂウム玉子 - 飯坂温泉で作られる温泉卵、日本国内で初めてラジウムの存在が確認されたことに因み命名。ラジウムの成分は含まれていない。
- 凍豆腐 - 立子山地域でつくられる。
- みそばん - 駒田屋が元祖みそばんの店舗である。
- 麦せんべい - 福島市発端のお菓子とされ太陽堂のものが有名。
- 信夫山の柚子 - 江戸時代中期より栽培され、長年「北限の柚子」として知られた。近年は温暖化の影響で秋田県及び岩手県付近が北限となっている。
- 日本酒 - 福島市唯一の酒造メーカー金水晶酒造の日本酒が知られている。

工芸品
- こけし（土湯系） - こけし発祥地のひとつ。福島を代表する郷土玩具。

### スポーツ

#### 野球
- 福島レッドホープス - BCリーグ所属。本拠地は郡山市

#### サッカー
- 福島ユナイテッドFC - Jリーグ所属
- メリー - 東北社会人サッカーリーグ所属
- FCシャイネン福島 - 福島県社会人サッカーリーグ所属

#### バスケットボール
- 福島ファイヤーボンズ - Bリーグ所属。本拠地は郡山市

#### 公営競技
競馬
- 福島競馬場

競輪
- サテライト福島（競輪場外車券売場）

## 出身関連著名人

### 出身著名人
政治家
- 堀切善兵衛 - 第26代衆議院議長
- 堀切善次郎 - 第13代東京市長
- 佐藤正久 - 参議院議員
- 佐藤善一郎 - 元福島県知事
- 八百板正 - 元衆議院議員、元参議院議員
- 山口和之 - 元参議院議員、元衆議院議員
- 岡野裕 - 元労働大臣
- 佐藤剛男 - 元内閣府副大臣、元衆議院内閣委員長
- 内藤魯一 - 元衆議院議員、愛知県議会議長
- 阿部孝夫 - 元川崎市長
- 岡崎トミ子 - 元参議院議員、元民主党副代表、元アナウンサー、元国家公安委員会委員長
- 熊坂義裕 - 元宮古市長
- 油井徳蔵 - 貴族院多額納税者議員
- 渡邉惠理子 - 最高裁判所判事

音楽家
- 古関裕而 - 作曲家、福島市名誉市民
- 野村俊夫 - 作詞家
- 佐藤陽子 - ヴァイオリン奏者、声楽家
- 高橋まこと - 元BOØWYメンバー
- 引地洋輔 - RAG FAIRメンバー
- 井上裕治 - 元girl next doorメンバー
- 片平里菜 - シンガーソングライター

文化人
- 本因坊秀伯 - 囲碁棋士、七世本因坊
- 田中冬二 - 詩人
- 長田弘 - 詩人
- 青山南 - 翻訳家、エッセイスト
- 鐸木能光 - 小説家、音楽家
- 愛川晶 - 推理作家
- 堀切克洋 - 俳人、演劇研究者
- 藤凪かおる - 漫画家
- 丹野清志 - 写真家

芸能人
- 加藤茶 - タレント ※東京都世田谷区生まれ
- 大方斐紗子 - 女優
- 田川大樹 - 俳優、石原プロモーション
- 齋藤舞 - ミュージカル俳優
- 佐藤B作 - 俳優
- 梅沢富美男 - 俳優
- ゴージャス松野 - タレント
- 千葉麗子 - 起業家、元アイドル
- なすび - お笑い芸人
- 麻宮淳子 - 元AV女優、ストリッパー
- 白羽ゆり - 元宝塚歌劇団雪組・星組トップ娘役
- 麻衣 - モデル
- 真優 - 歌手
- 井上裕治 - ギタリスト、元Wish*、元girl next door

アナウンサー
- 阿部重典
- 杉浦敦
- 長久保智子
- 加藤由香
- 伊東幸子
- 上路雪江
- 渡邉美香
- 中野淳

アスリート
- 阿部要門 - プロサッカー選手
- 茂木弘人 - 元プロサッカー選手
- 遊佐克美 - 元プロサッカー選手
- 本田慎之介 - 元プロサッカー選手
- 宇野禅斗 - プロサッカー選手
- 高倉麻子 - アトランタ五輪サッカー日本女子代表、サッカー日本女子代表監督
- 萩原美樹子 - アトランタ五輪バスケットボール日本女子代表
- 佐々木真菜 - 東京パラ五輪400m走日本女子代表
- 鈴木哲 - 元プロ野球選手
- 古溝克之 - 元プロ野球選手
- 三浦広之 - 元プロ野球選手
- 島貫省一 - 元プロ野球選手
- 八百板卓丸 - プロ野球選手
- 梅津晃大 - プロ野球選手
- 高橋美保子 - 女子プロゴルフ選手
- 矢樹広弓 - 女子プロレスラー
- 双大竜亮三 - 力士
- 若隆元渡 - 力士
- 若元春港 - 力士
- 若隆景渥 - 力士

学者
- 斎藤達雄 - 医学者
- 阿部泰隆 - 行政法学者
- 山野目章夫 - 民法学者
- 間宮勇 - 法学者
- 小島美子 - 音楽学者

活動家
- 平野小剣
- 瀬戸弘幸

実業家
- 味澤将宏 - フェイスブック日本法人代表取締役
- 石田重廣 - 株式会社夢グループ代表取締役社長
- 佐藤航陽 - メタップス創業者
- 石山純恵 - CRF（クリフ）代表取締役
- 加藤博敏 - ピーエイ創業者・社長
- 佐藤崇弘 - LITALICO創業者
- 高橋政知 - オリエンタルランド元社長
- 半沢正利 - 三菱アルミニウム元社長、日本アルミニウム協会元副会長
- 國分利治 - アースホールディングス創業者

歴史上の人物
- 佐藤基治 - 平安時代後期の武将
- 佐藤継信 - 平安時代後期の武将
- 佐藤忠信 - 平安時代後期の武将
- 鬼庭良直 - 戦国時代の武将
- 杉目直宗 - 戦国時代の武将。杉目城主。
- 伊達成実 - 戦国時代から江戸時代の武将

その他
- レオザフットボール - YouTuber
- HIMAWARIちゃんねる - YouTuber

### ゆかりのある著名人
- 秋山庄太郎 - 花見山に幾度となく通い「福島に桃源郷あり」と讃え全国的な花見の名勝として発信した人物。
- 朝河貫一 - 世界的歴史学者。二本松市生まれ福島市育ち。
- 板倉勝達 - 政治家、子爵、第15代重昌流板倉家。最後の福島藩主であり、福島県庁移転反対運動を厚く支援した重要人物である。
- 大友良英 - ギター奏者、作曲家。横浜市生まれ福島市育ち。
- 鐸木三郎兵衛 - 政治家、旧福島町長。白石本郷出身。私財を投じて福島大火の復興などに尽力。福島県庁移転を阻止した代表人物である。
- 萬代宏樹 - サッカー選手、福島東高校出身
- 中川李枝子 - 児童文学作家。札幌市生まれ福島市育ち。
- 藤村美樹 - 元歌手(キャンディーズメンバー)東京都世田谷区生まれ福島市育ち
- 森久保祥太郎 - 声優、父親の出身地。

### イメージキャラクター
- ももりん - 福島市のマスコットキャラクター（ゆるキャラ）

1996年（平成8年）4月に誕生したゆるキャラで福島市民の公募により1996年11月に命名された。市施設のマスコットとしても併用されている。現在ももりんの版権は福島市観光コンベンション協会が保有している。

## 作品

### 音楽
- 福島行進曲 - 作詞野村俊夫、作曲古関裕而
- 福島夜曲 (セレナーデ) - 作詞竹久夢二、作曲古関裕而

### ドラマ
- 赤い夕陽の渡り鳥（日活） - 映画 1960年
- トラック野郎・一番星北へ帰る（東映） - 映画 1978年
- いこかもどろか（東宝） - 映画 1988年
- 湯けむり女子大生騒動 - テレビ朝日系列ドラマ 1994年
- ひまわり - NHKドラマ・連続テレビ小説 1996年
- 花嫁は厄年ッ! - TBS系列ドラマ 2006年
- みちのく殺意の旅 - テレビ朝日系列ドラマ・西村京太郎トラベルミステリー 2007年5月26日放送
- 水戸黄門 - BS-TBSドラマ・BS第1シリーズ（第44部）3話「旅籠で格さん瓜二つ」 2017年10月18日放送
- エール - NHKドラマ・連続テレビ小説 2020年[21]

### アニメ
- まんが日本昔ばなし 第767話『ささやき橋』 - MBS・TBS系列アニメ 1985年

### 民話
- 王老杉物語
- 安寿と厨子王